# Herb Rzeczypospolitej Obojga Narodów

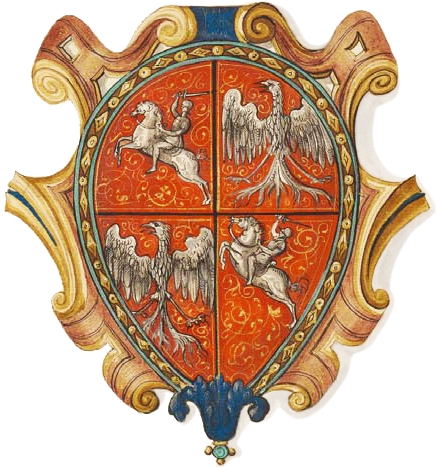
Herb Rzeczypospolitej Obojga Narodów

Herb Rzeczypospolitej Obojga Narodów – symbol państwa powstałego po unii lubelskiej w 1569, łączącej Koronę Królestwa Polskiego z Wielkim Księstwem Litewskim. Czterodzielny herb zawierał symbol Korony – dwa pola przedstawiające białego Orła na czerwonym tle w koronie oraz dwa pola z wizerunkiem Pogoni – herbu Wielkiego Księstwa Litewskiego – w kolorze białym na czerwonym lub niebieskim polu. Na tarczy sercowej zwykle znajdował się herb rodowy aktualnie panującego monarchy. Całość była zwieńczona zamkniętą koroną.

## Wzór ogólny herbu

Herb Rzeczypospolitej Obojga Narodów, wzór ogólny bez tarczy herbowej władcy
Herb Rzeczypospolitej Obojga Narodów, wzór ogólny bez tarczy herbowej władcy

## Herby składowe

Herb Polski, Biały Orzeł (Marcin Bielski, Kronika Polska, 1597 r.)
Pogoń, herb Wielkiego Księstwa Litewskiego (Marcin Bielski, Kronika Polska, 1597 r.)

## HerbyZygmunta II Augusta

### Herby sprzedunii lubelskiej

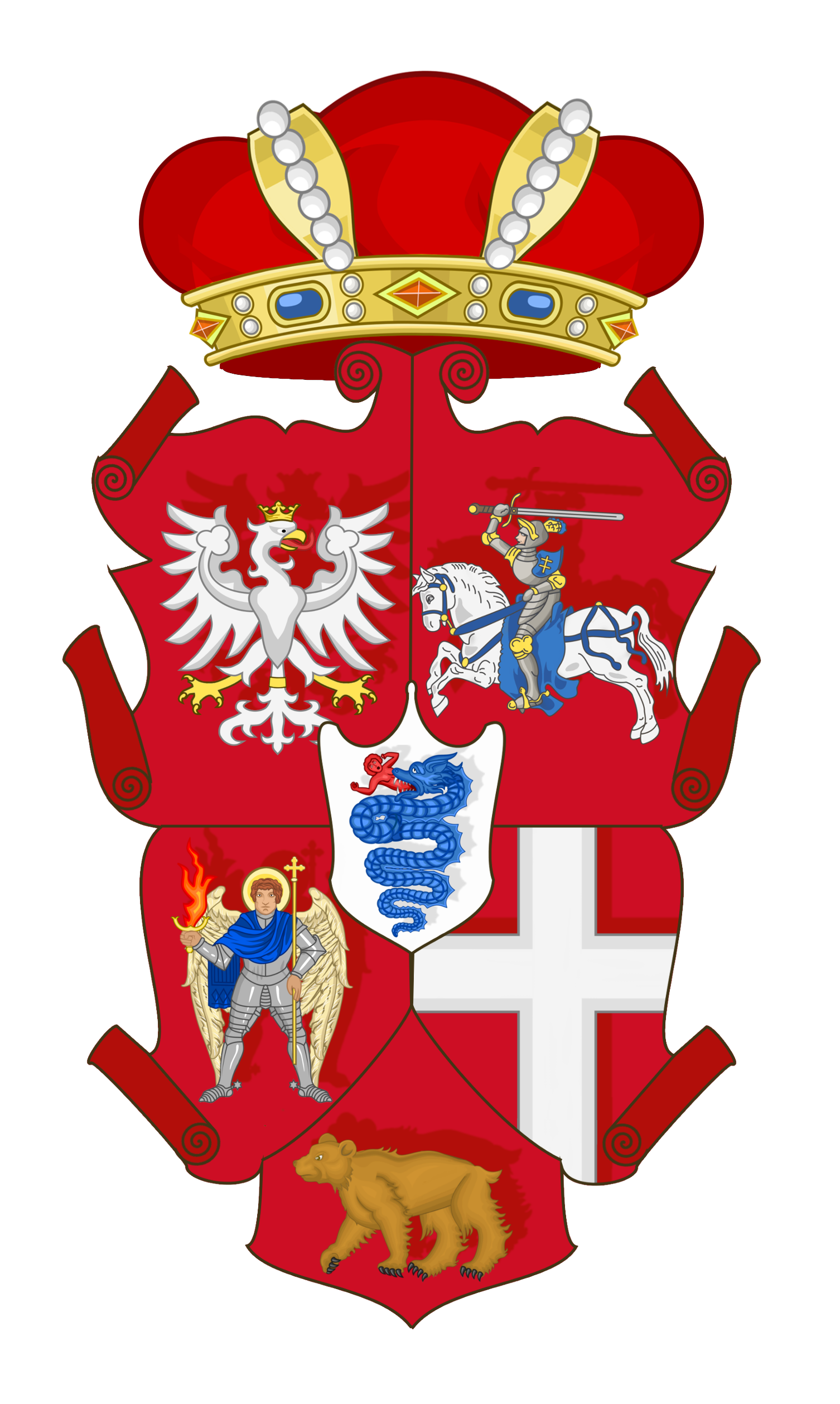
Herb z arrasu wawelskiego, lata 50. XVI w.
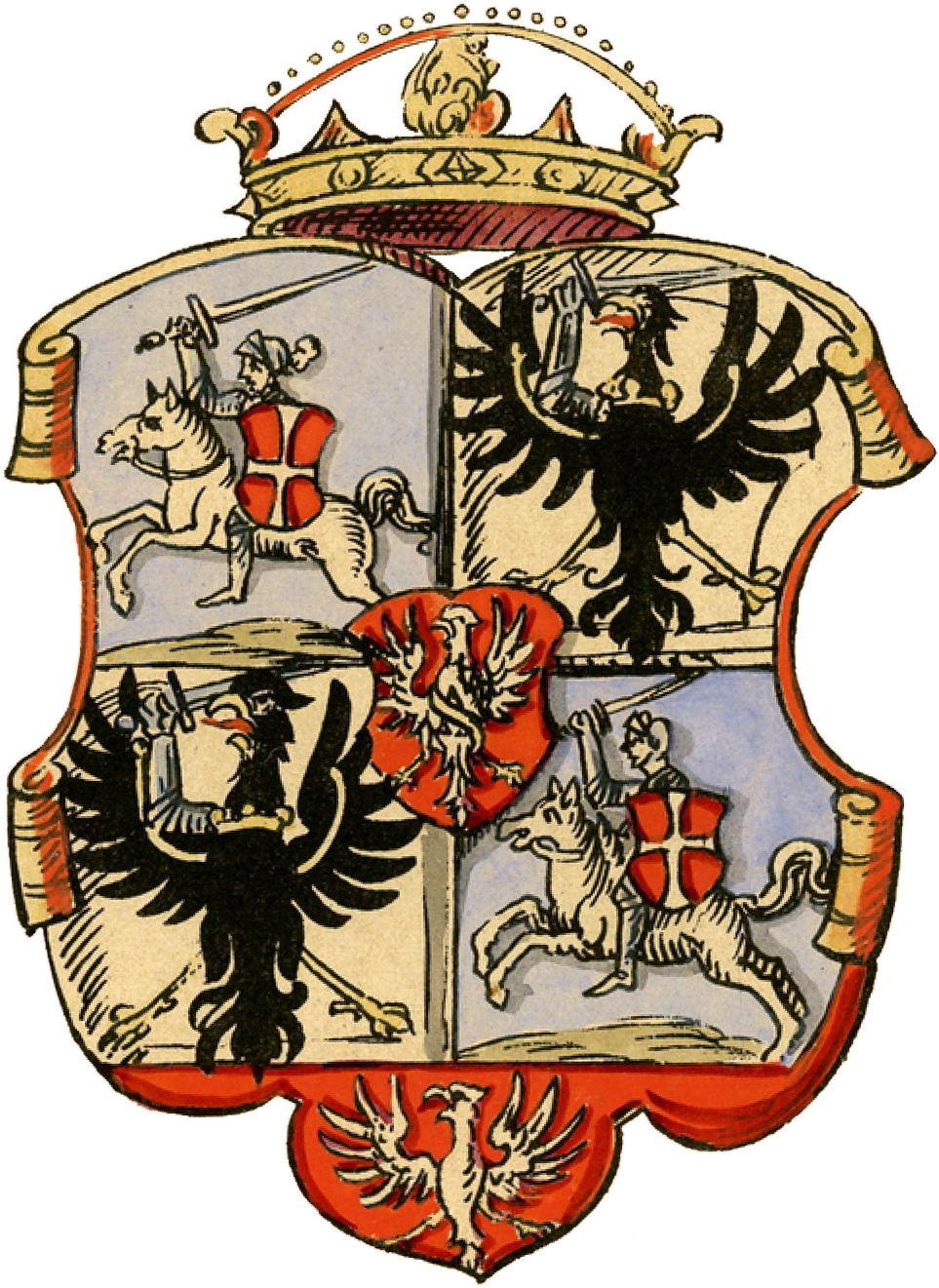
Herb Zygmunta Augusta z 1552 roku

### Herb po unii lubelskiej

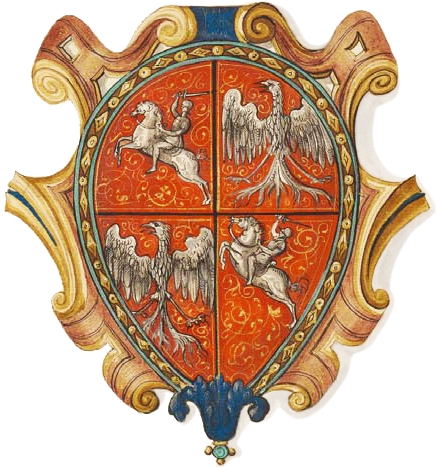
Herb Zygmunta Augusta, XVI w.
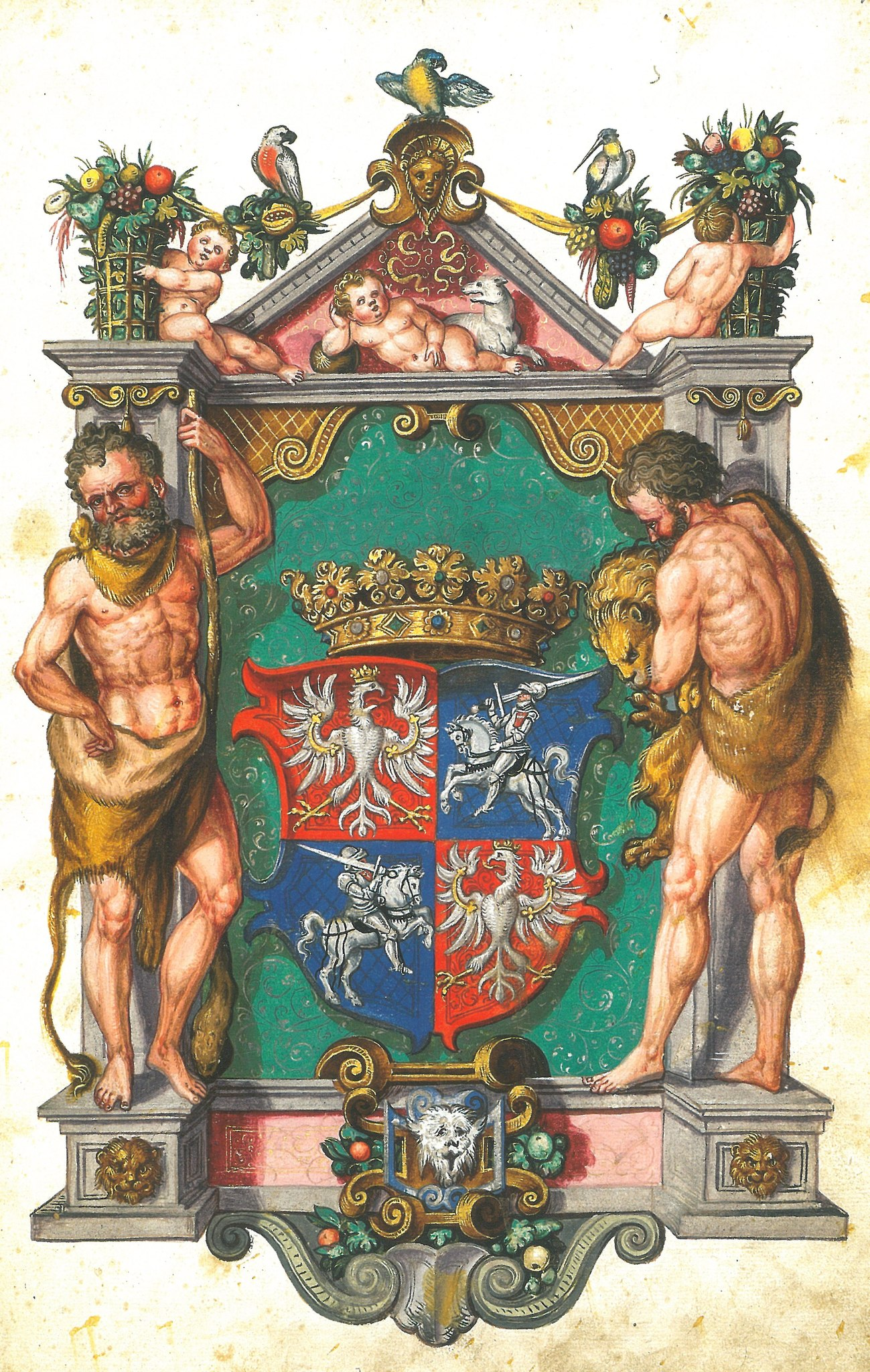
Herb Zygmunta Augusta z 1571 roku

## Herbykrólów elekcyjnych

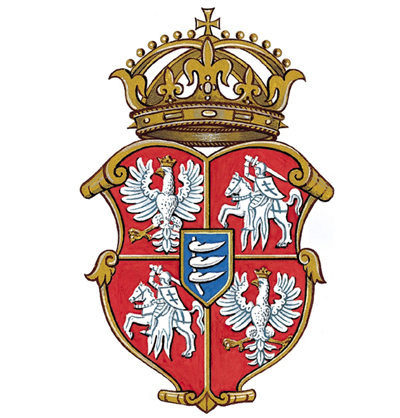
Herb Rzeczypospolitej Obojga Narodów za panowania Stefana Batorego (1575–1586)
Herb Rzeczypospolitej Obojga Narodów za panowania dynastii Wazów (1587–1668)
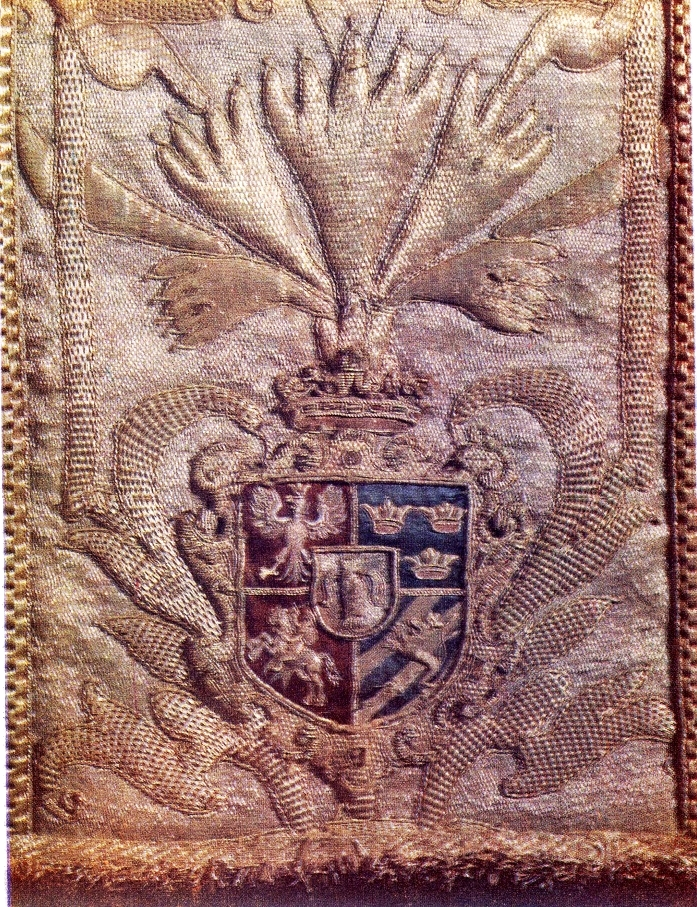
Inna wersja herbu Rzeczypospolitej Obojga Narodów za panowania dynastii Wazów (1587–1668)
Herb Rzeczypospolitej Obojga Narodów za panowania Michała Korybuta Wiśniowieckiego (1669–1673)
Herb Rzeczypospolitej Obojga Narodów za panowania Jana III Sobieskiego (1674–1696)
Herb Rzeczypospolitej Obojga Narodów za panowania Stanisława Leszczyńskiego (1704–1709)
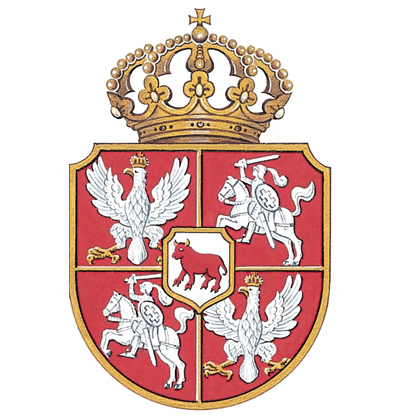
Herb Rzeczypospolitej Obojga Narodów za panowania Stanisława Augusta Poniatowskiego (1764–1795)

## Herby powstań narodowych
Zmodyfikowana wersja herbu stosowana była podczas powstania listopadowego. W herbie dwudzielnym znalazły się polski Orzeł i litewska Pogoń.
Do idei tej powrócono w czasie powstania styczniowego, bezskutecznie próbując wywołać powstanie na ziemiach zabranych, także na ziemiach ruskich. Wyrazem tych dążeń było tzw. odnowienie unii horodelskiej, w czasie manifestacji patriotycznej w 1861 w Horodle, gdzie przybyła szlachta polska, litewska, wołyńska i podolska. Unia miała obejmować trzy narody: Polaków, Litwinów i Rusinów. Odzwierciedleniem tych wydarzeń oraz pewnej ugody politycznej, było przyjęcie przez Rząd Narodowy nowego herbu, który obok godła Polski i Wielkiego Księstwa Litewskiego przedstawiał postać Archanioła Michała, patrona Rusi.

Orzeł w czasie powstania listopadowego (1831–1832)
Herb Rzeczypospolitej Trojga Narodów w czasie powstania styczniowego (1863–1864)

## Herb Rzeczypospolitej obecny w miastach europejskich

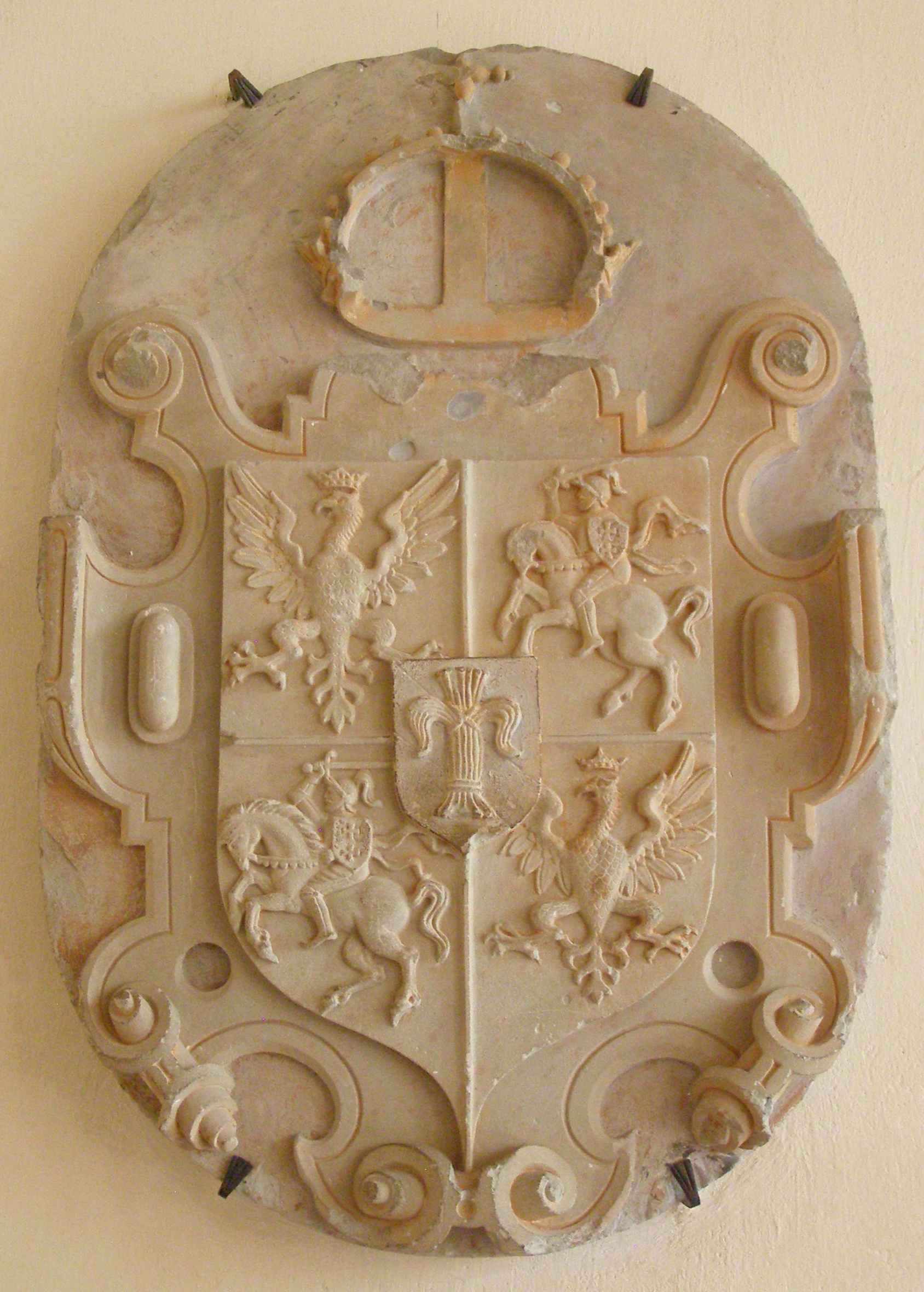
Zamek Królewski w Malborku, lata 90. XVI w.
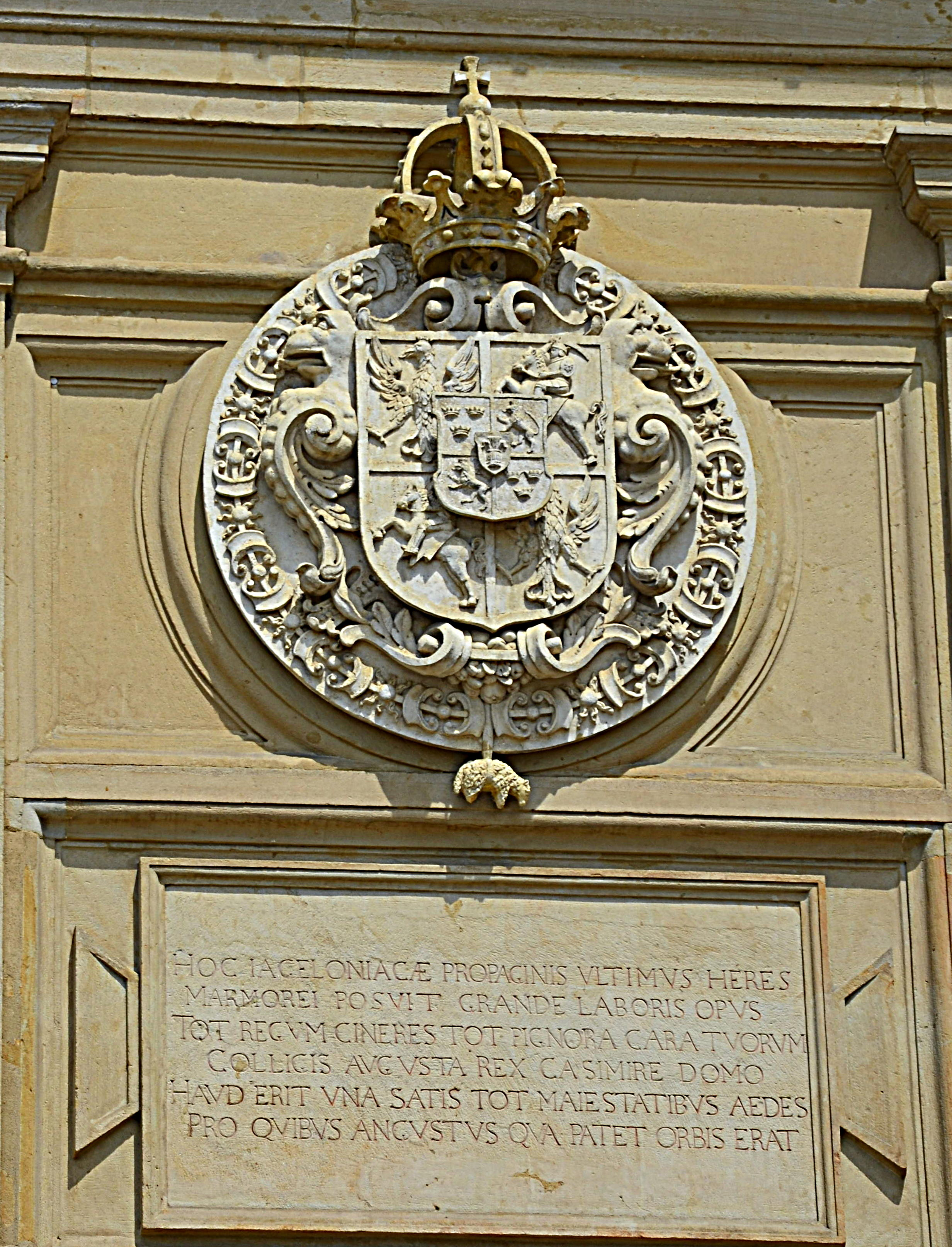
Zamek Królewski na Wawelu, Kraków
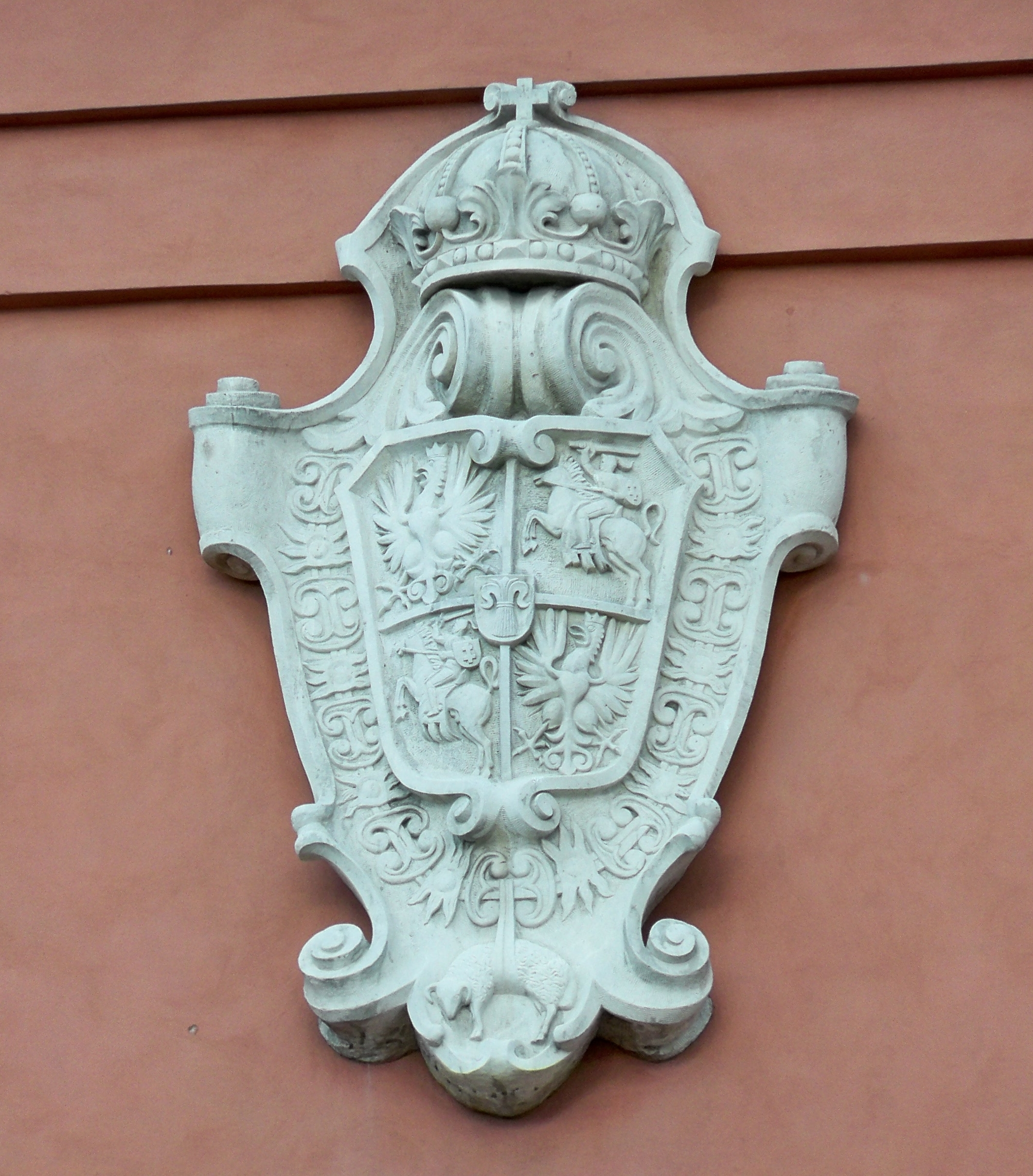
Zamek Królewski w Warszawie, XVII w.
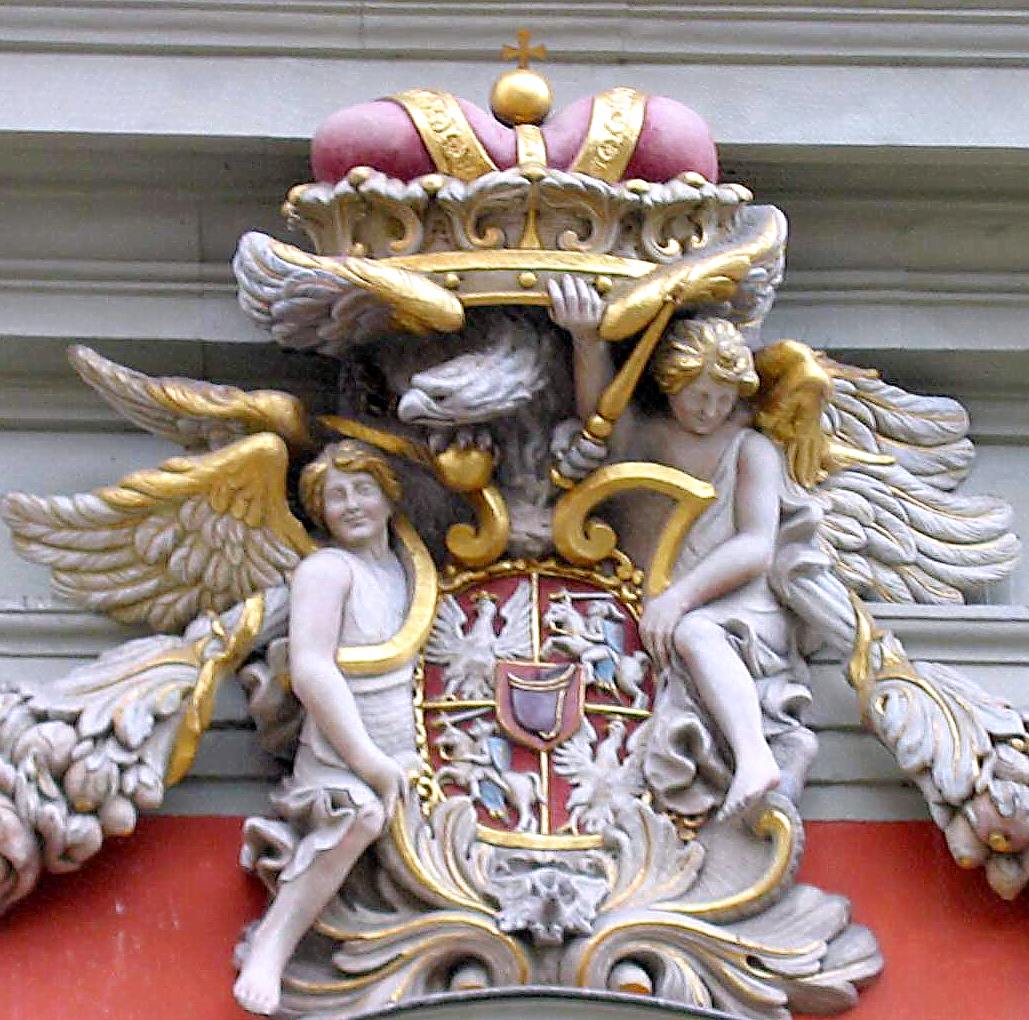
Kaplica Królewska w Gdańsku, 1681 r.
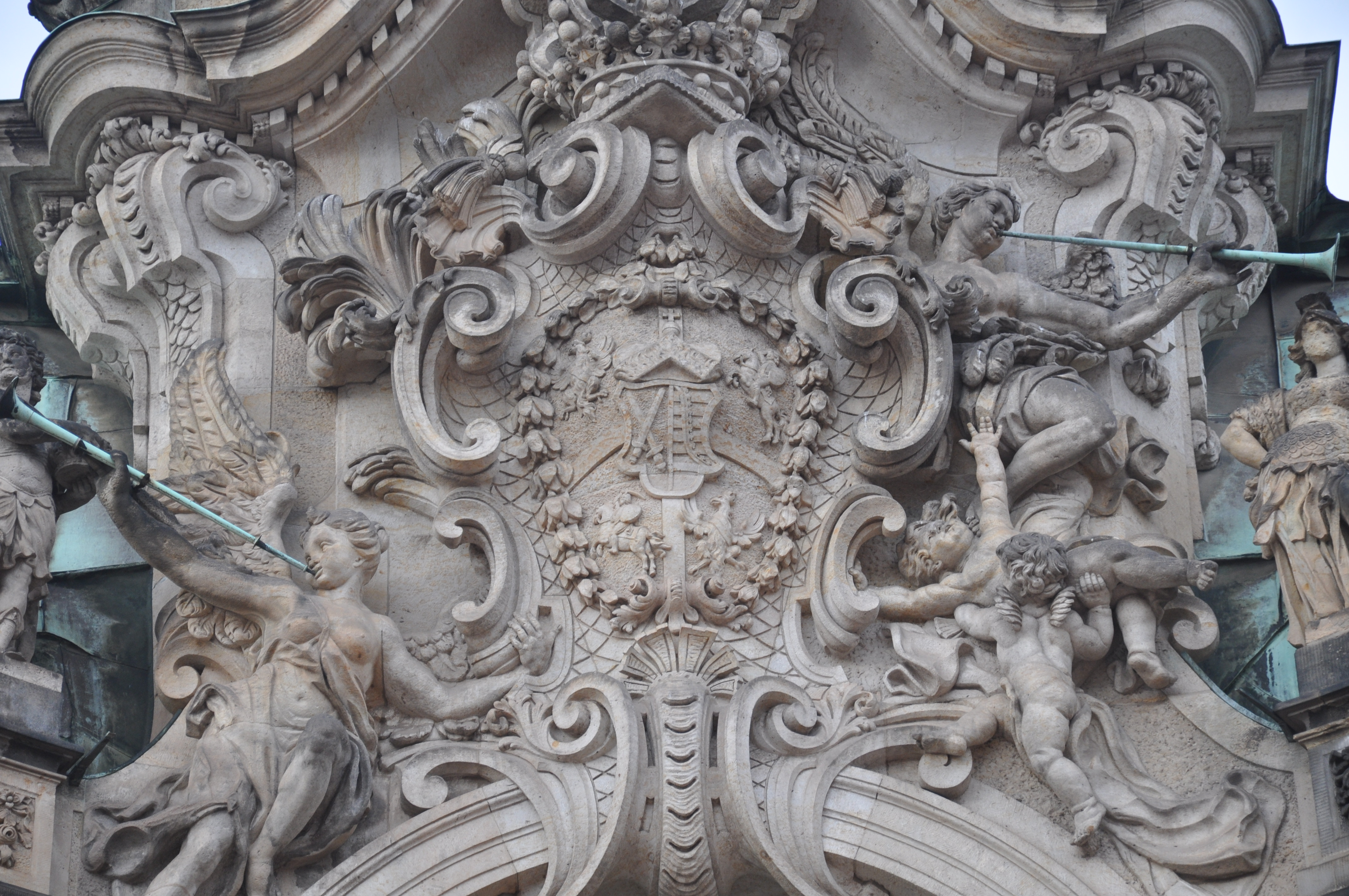
Zwinger w Dreźnie, Saksonia, XVIII w.
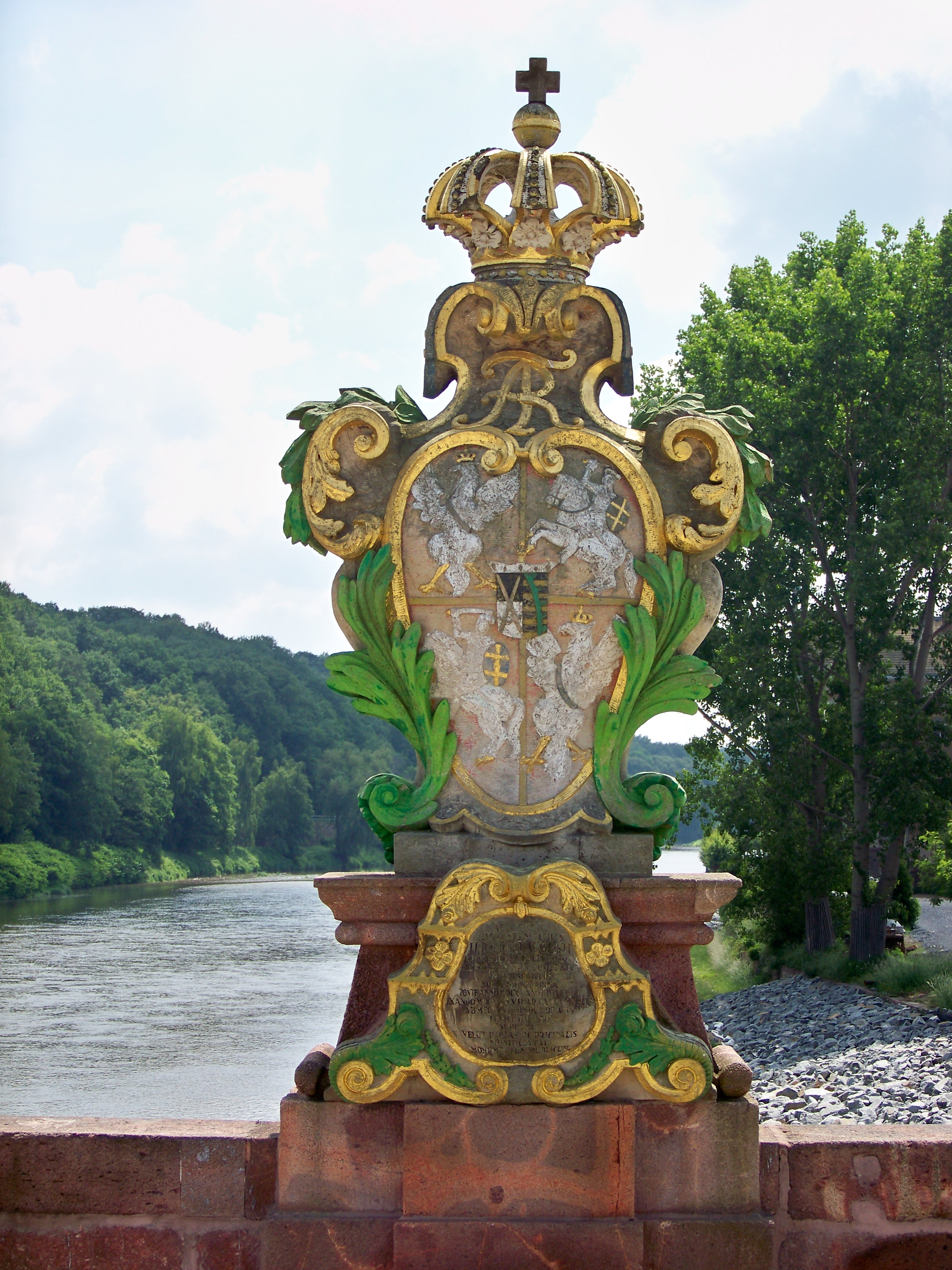
Most na Muldzie w Grimmie, Saksonia XVIII w.
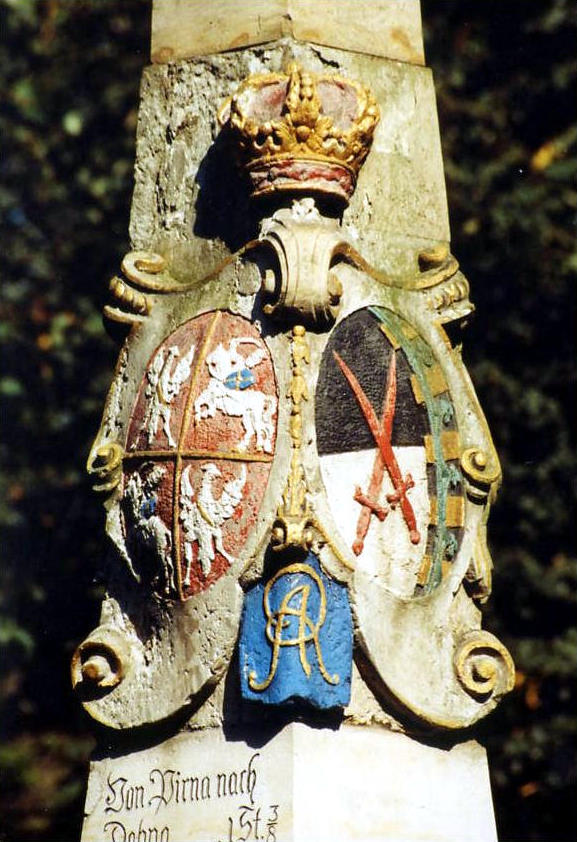
Pocztowy kamień milowy w Pirnie, Saksonia, 1722 r.
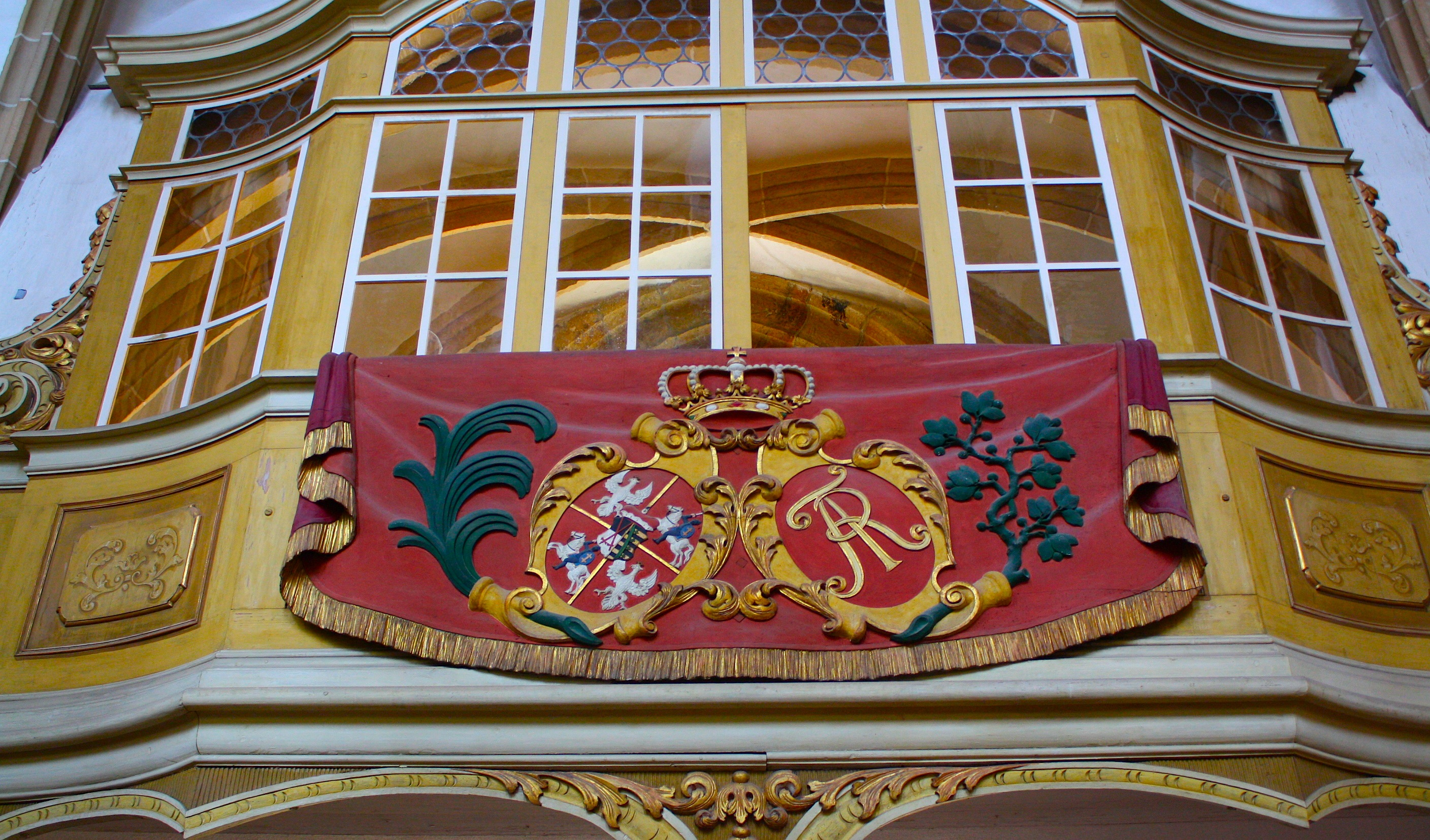
Katedra św. Mikołaja we Fryburgu, Szwajcaria, XVIII w.
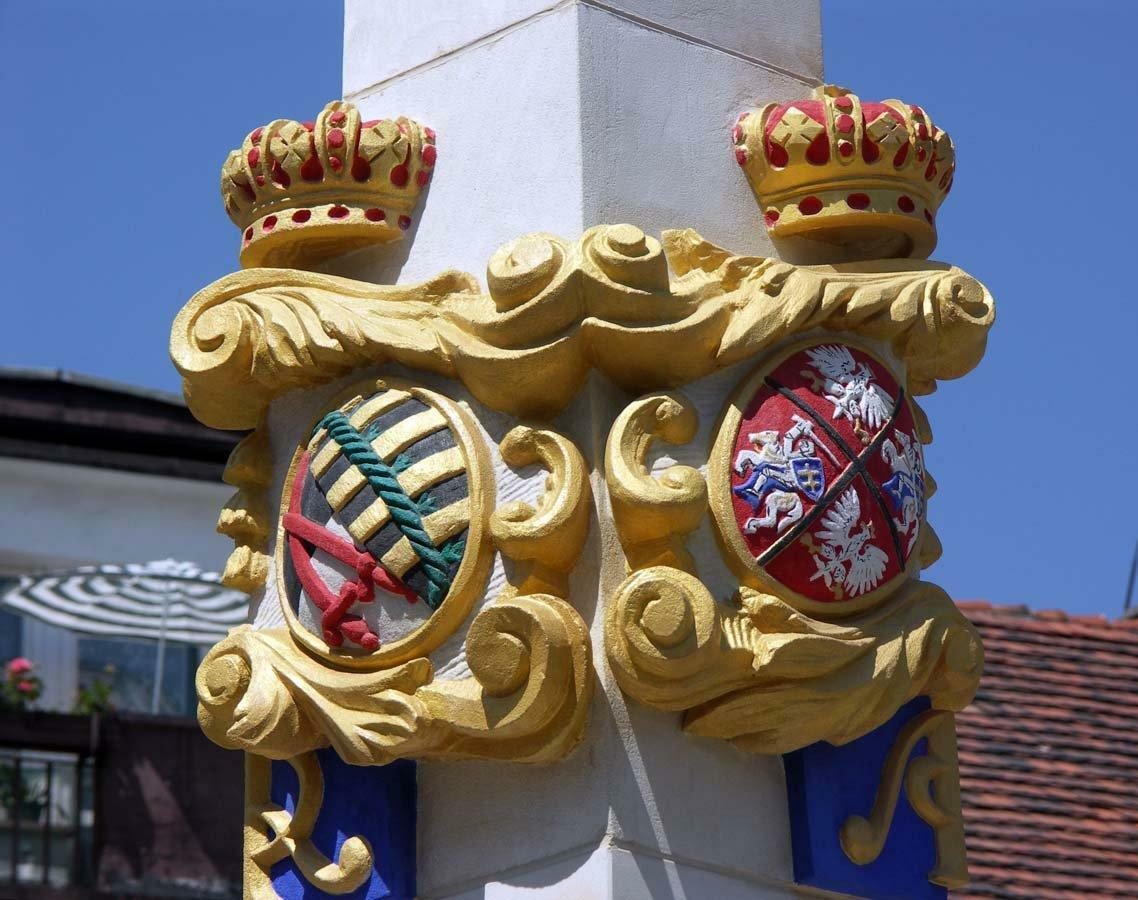
Pocztowy kamień milowy w Lubaniu, 1725 r.
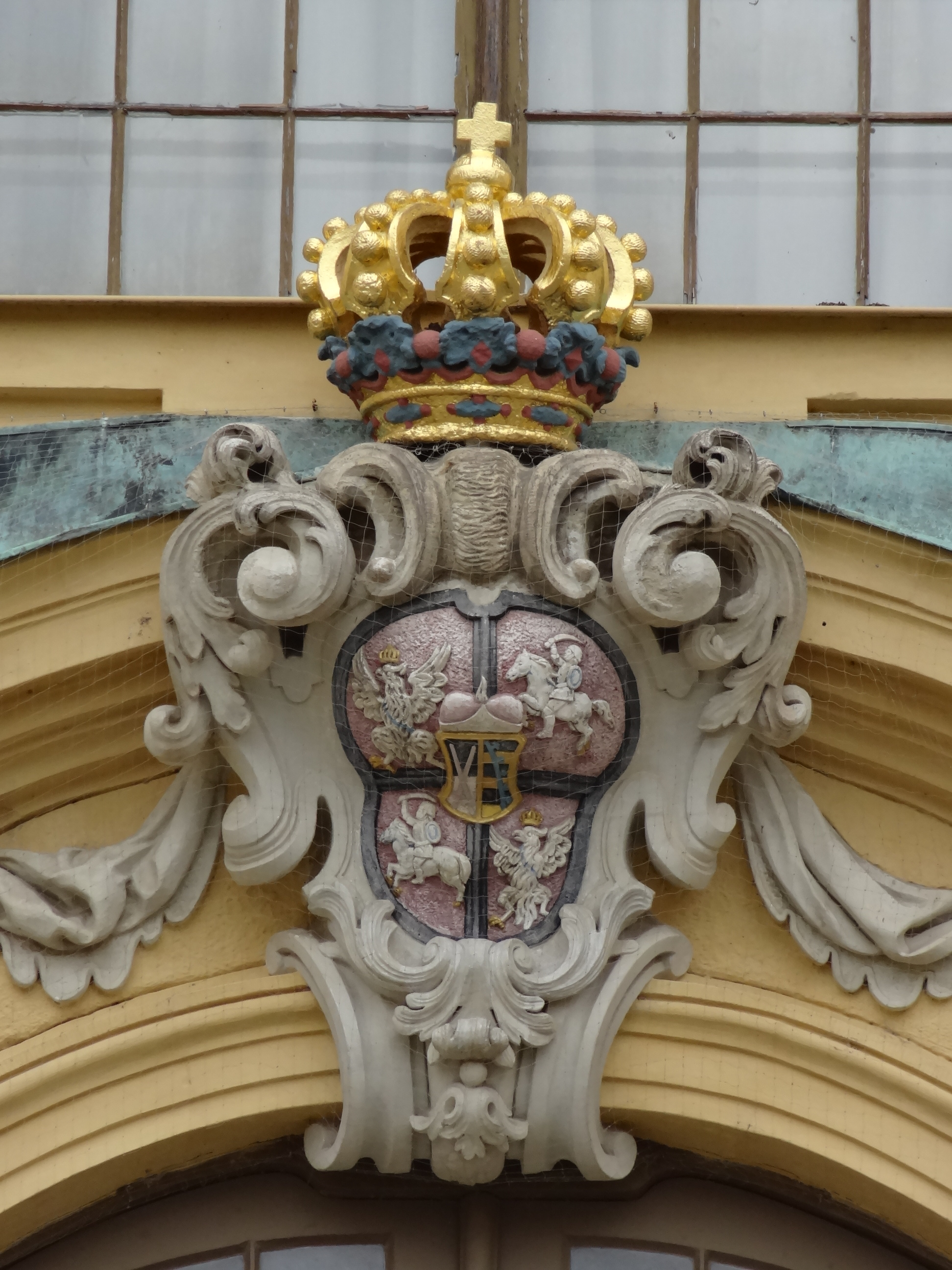
Pałac Moritzburg, Saksonia, XVIII w.
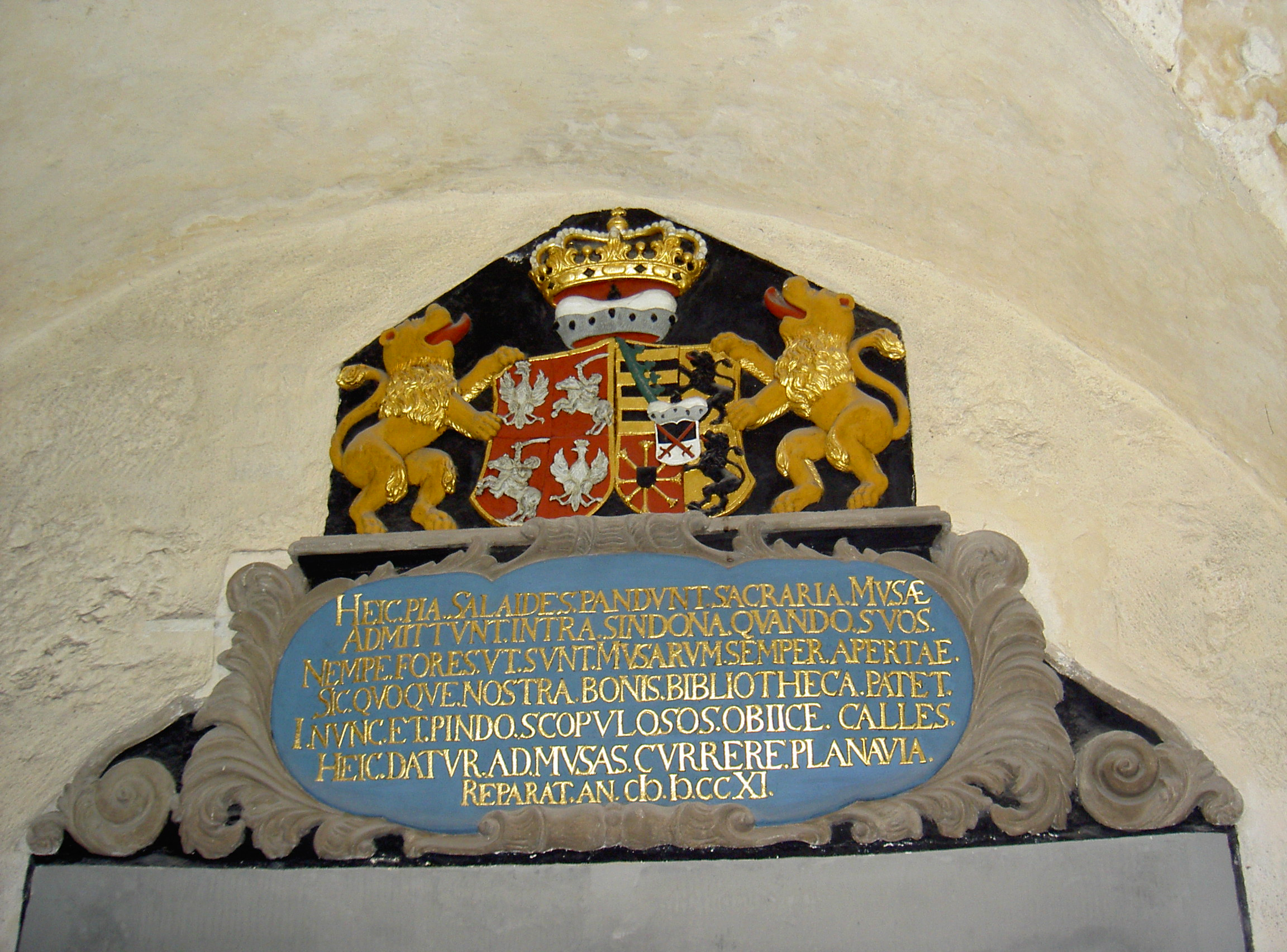
Klasztor cystersów w Naumburgu, Saksonia, 1711 r.
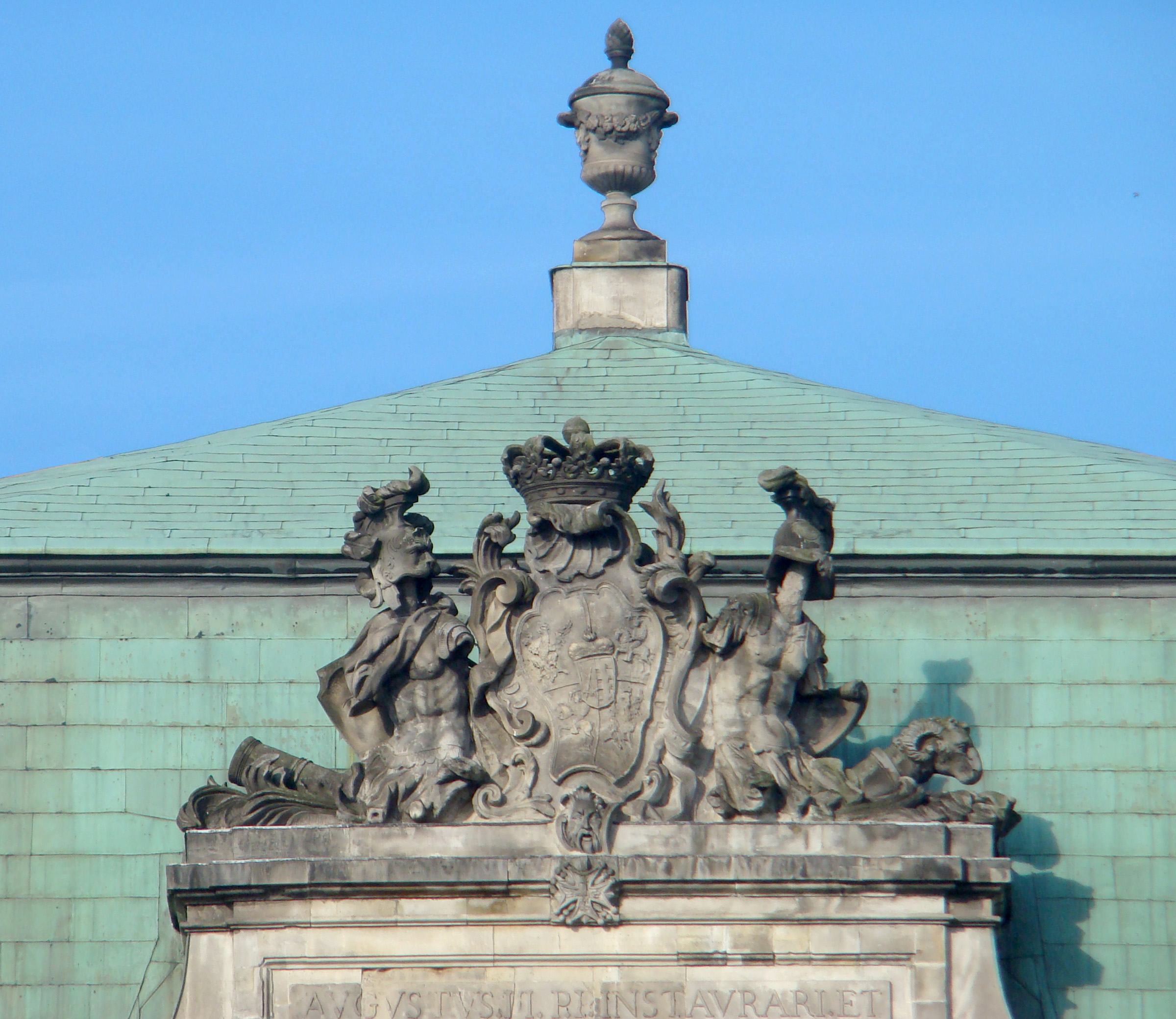
Zamek Królewski w Warszawie, XVIII w.
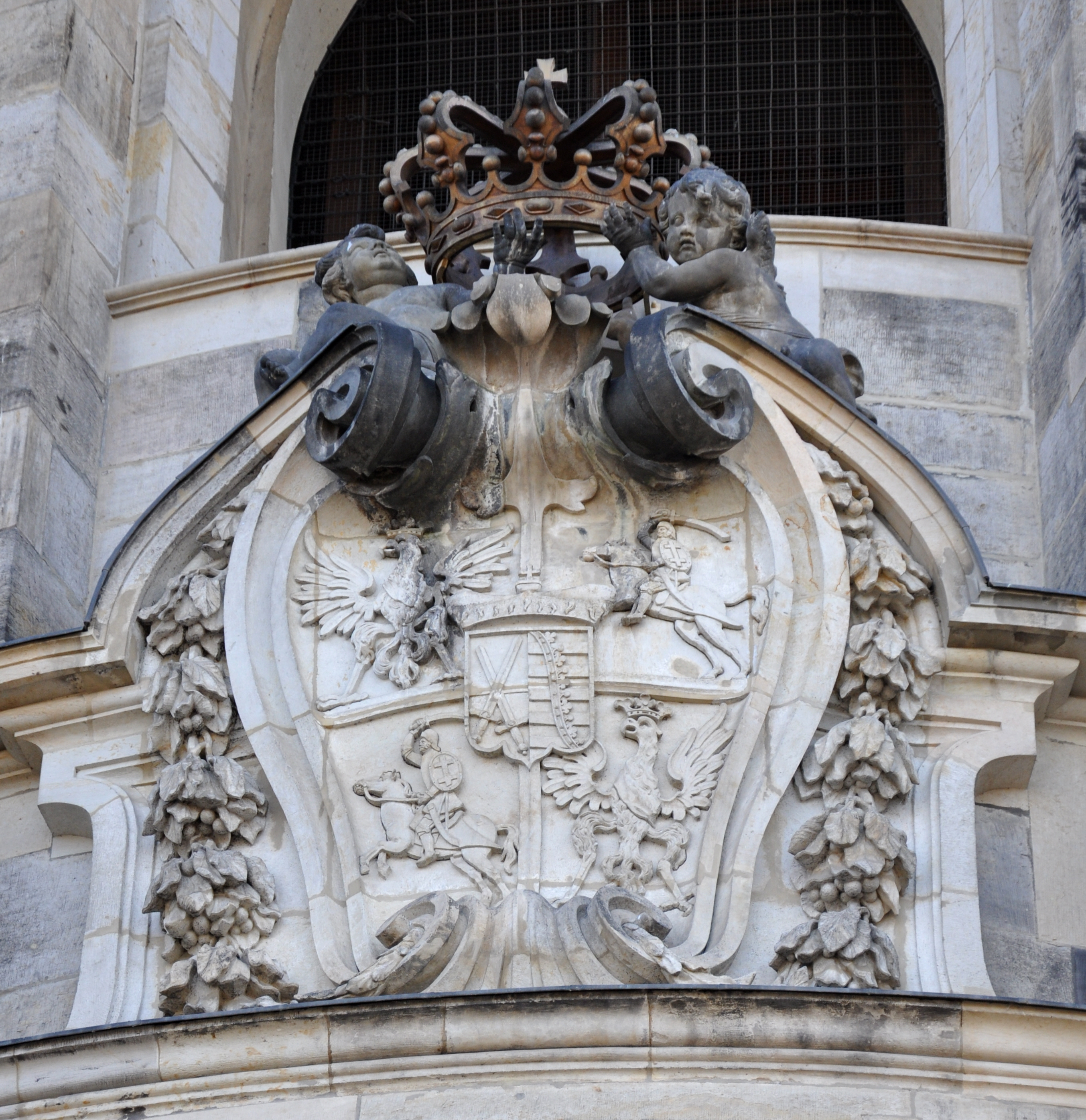
Katedra w Dreźnie, XVIII w.
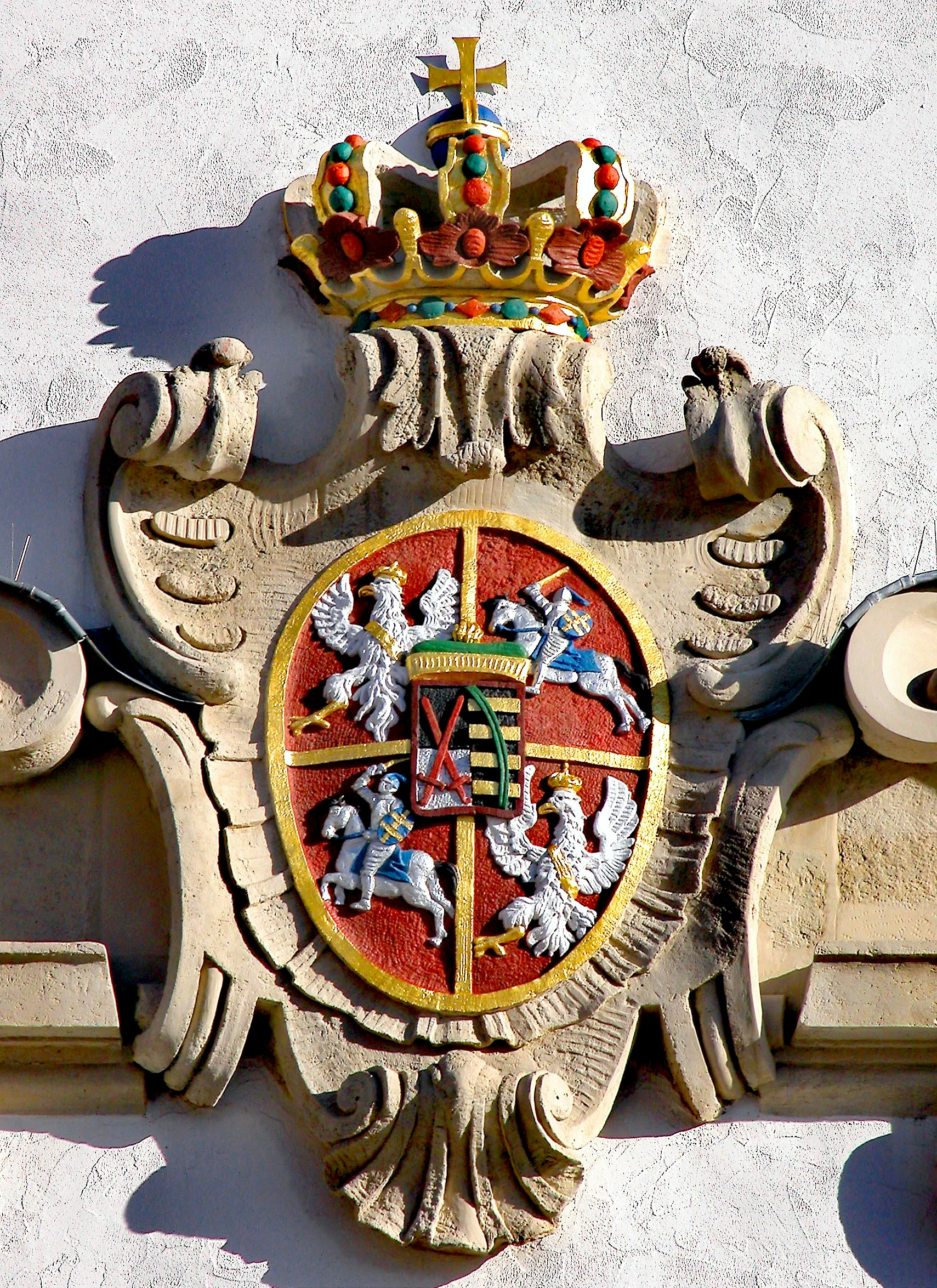
Ratusz w Wilsdruff, Saksonia, XVIII w.
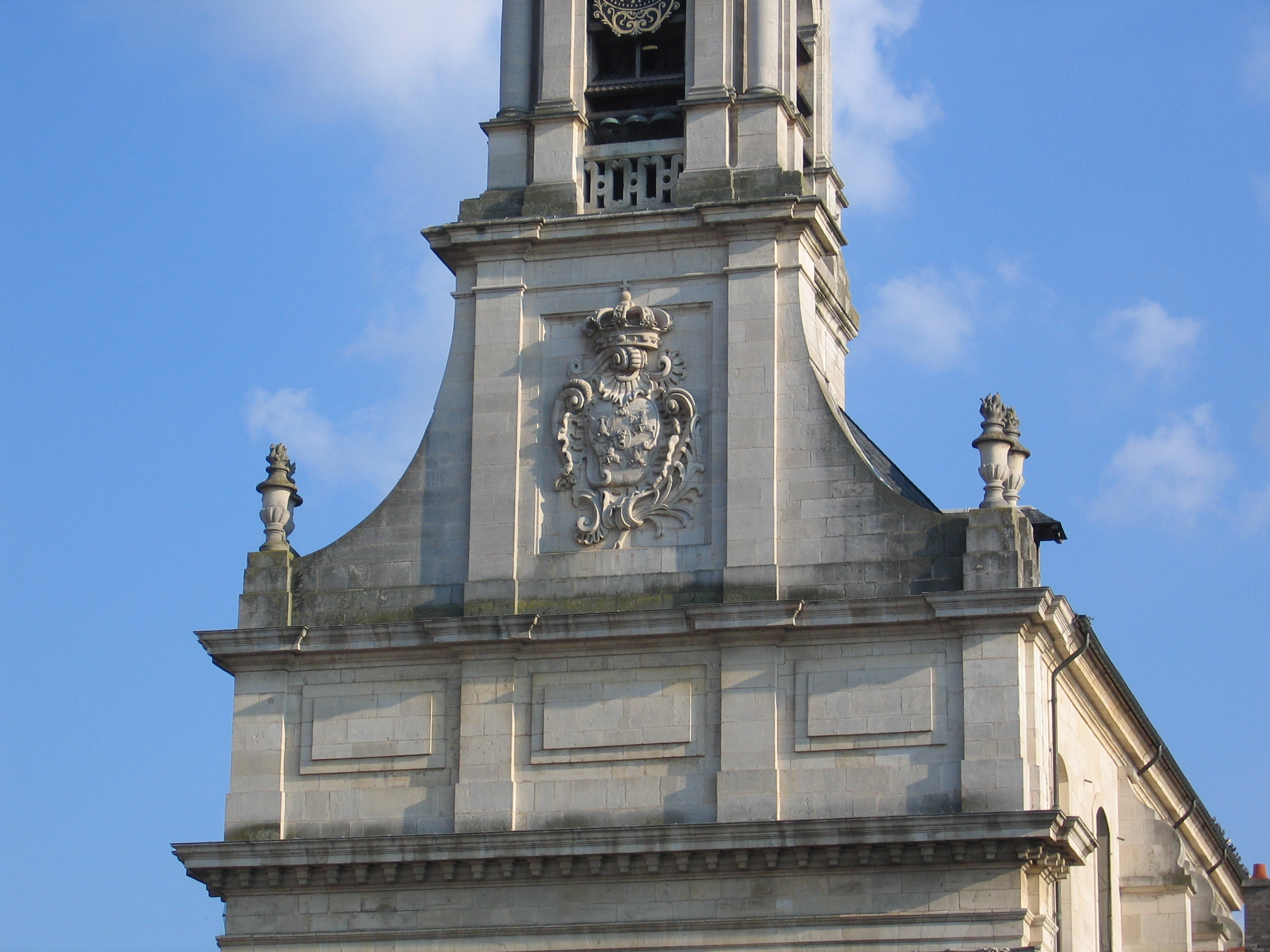
Kościół w Nancy, Lotaryngia, Francja, XVIII w.
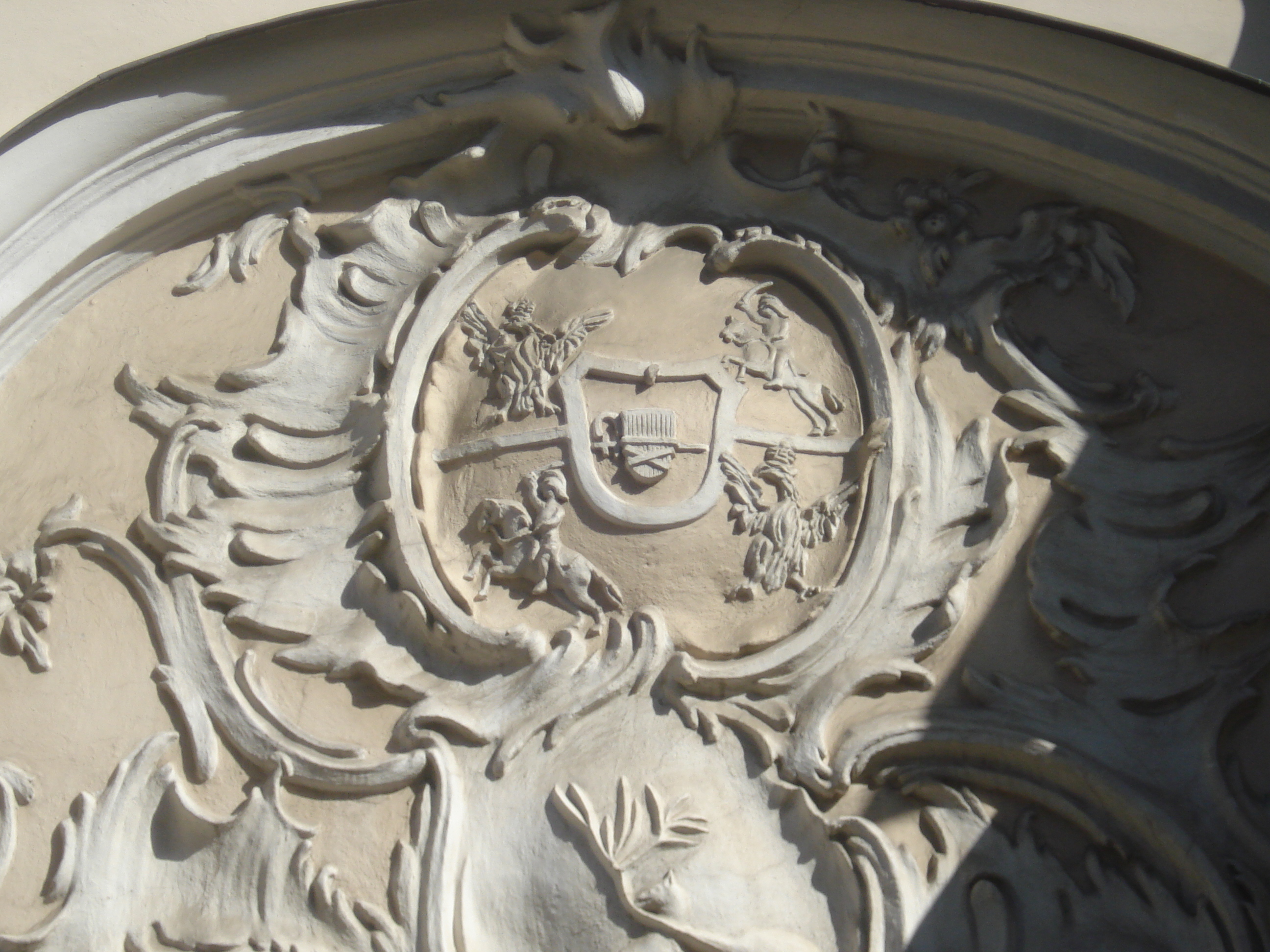
Kościół Świętego Ducha w Wilnie, XVIII w.
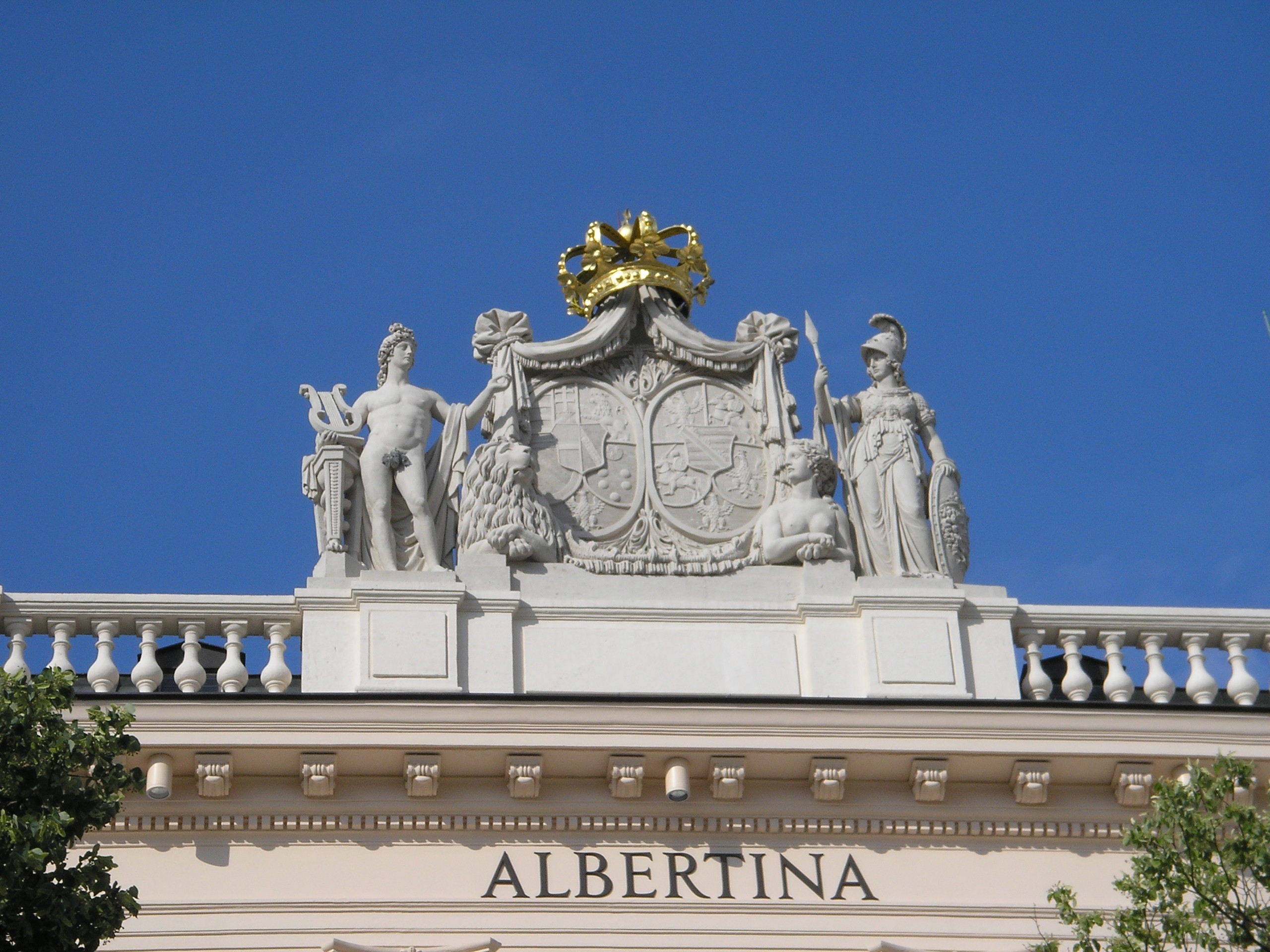
Albertina w Wiedniu, Austria, XVIII w.
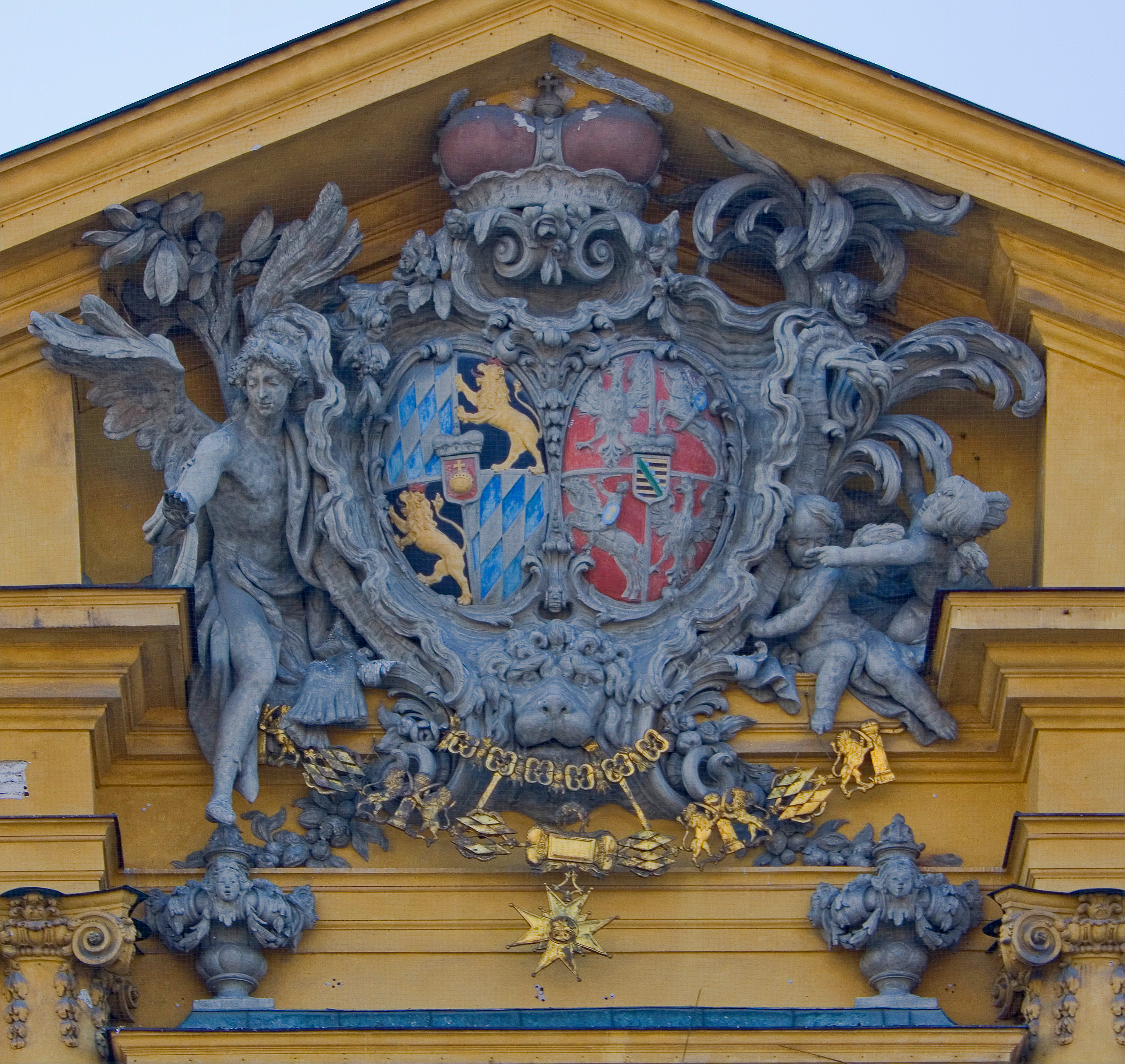
Kościół Teatynów w Monachium, Bawaria, XVIII w.
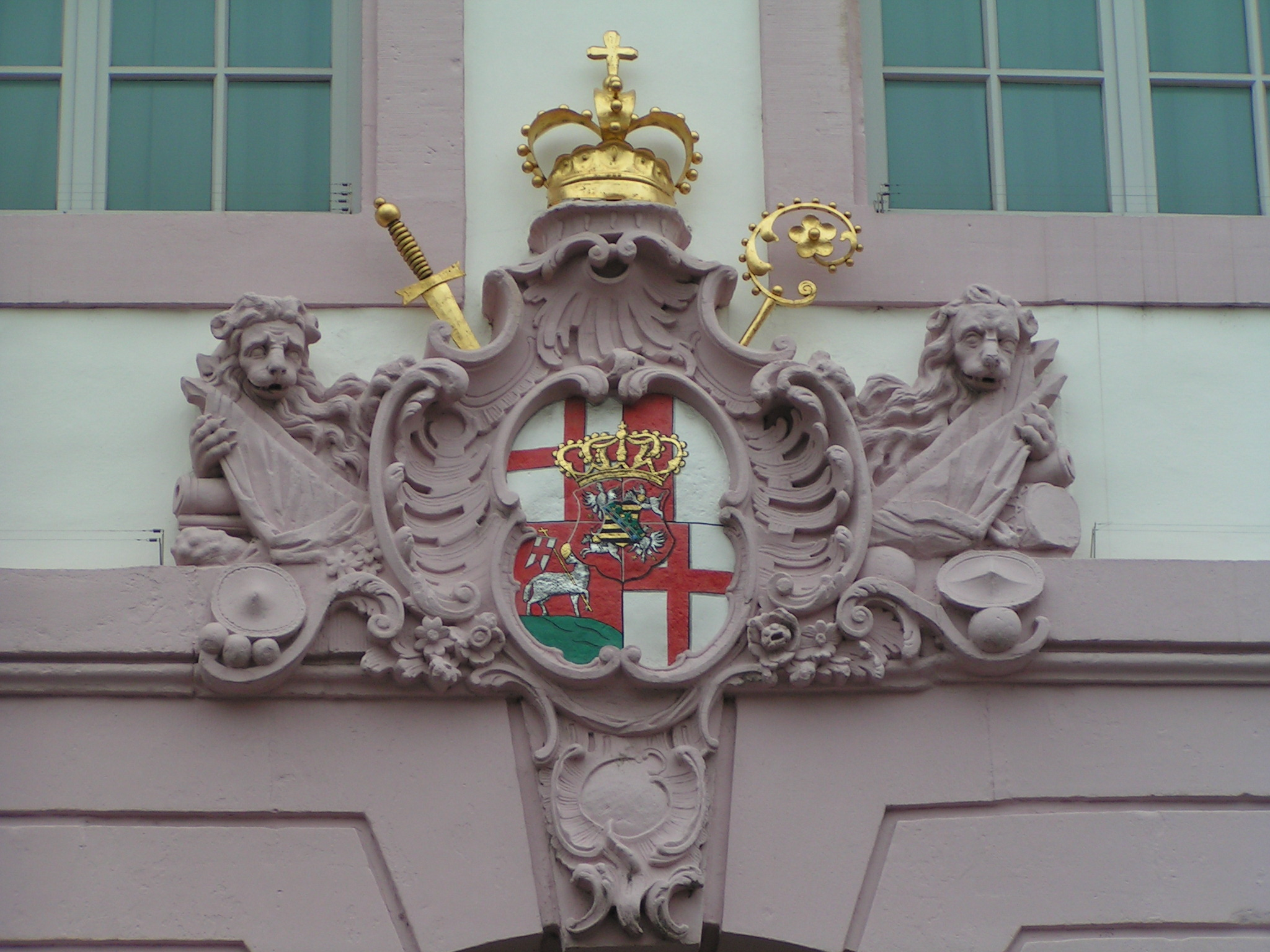
Pałac Elektorski w Trewirze, XVIII w.
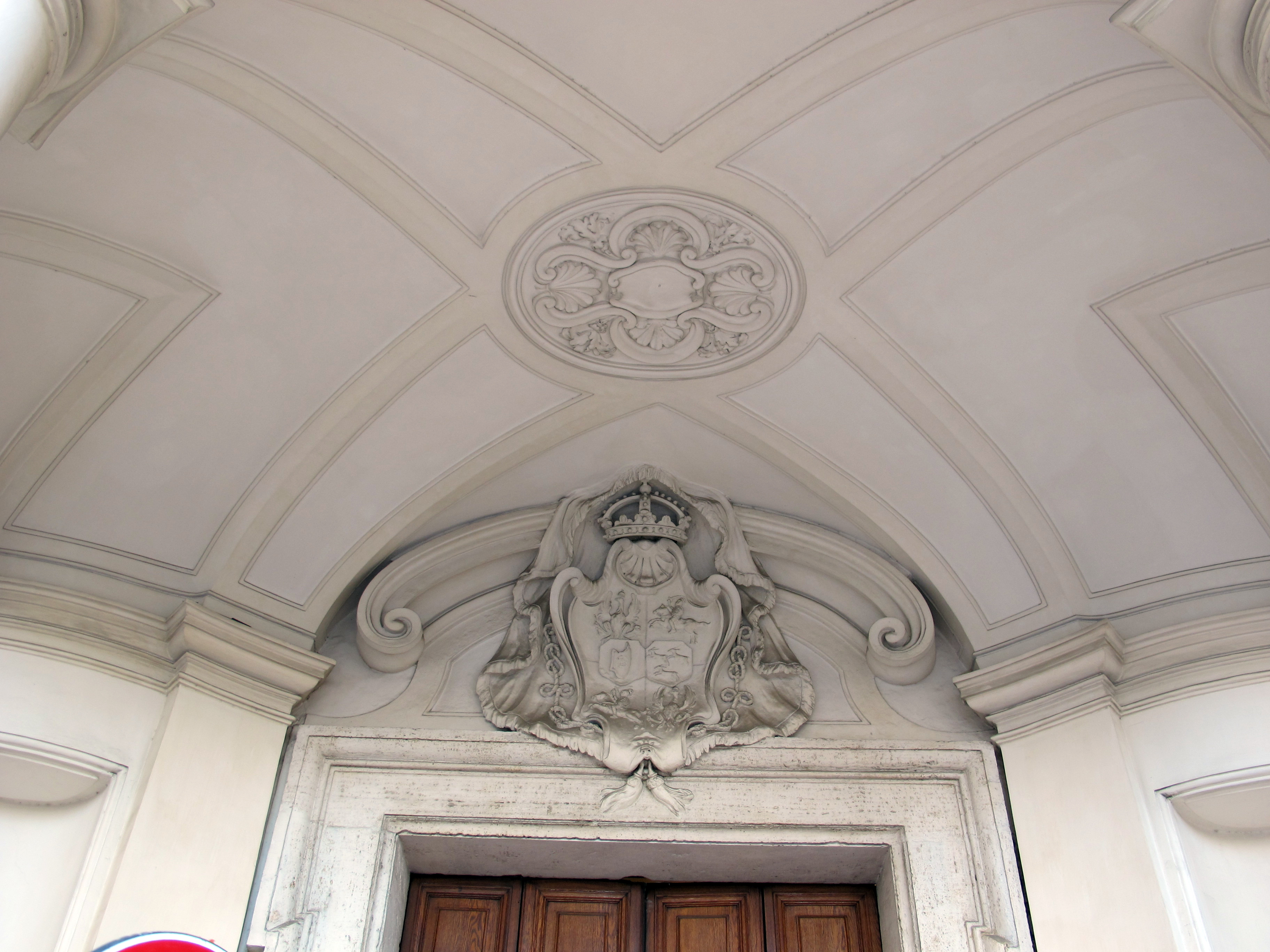
Palazzo Zuccari, Rzym, koniec XVII w.
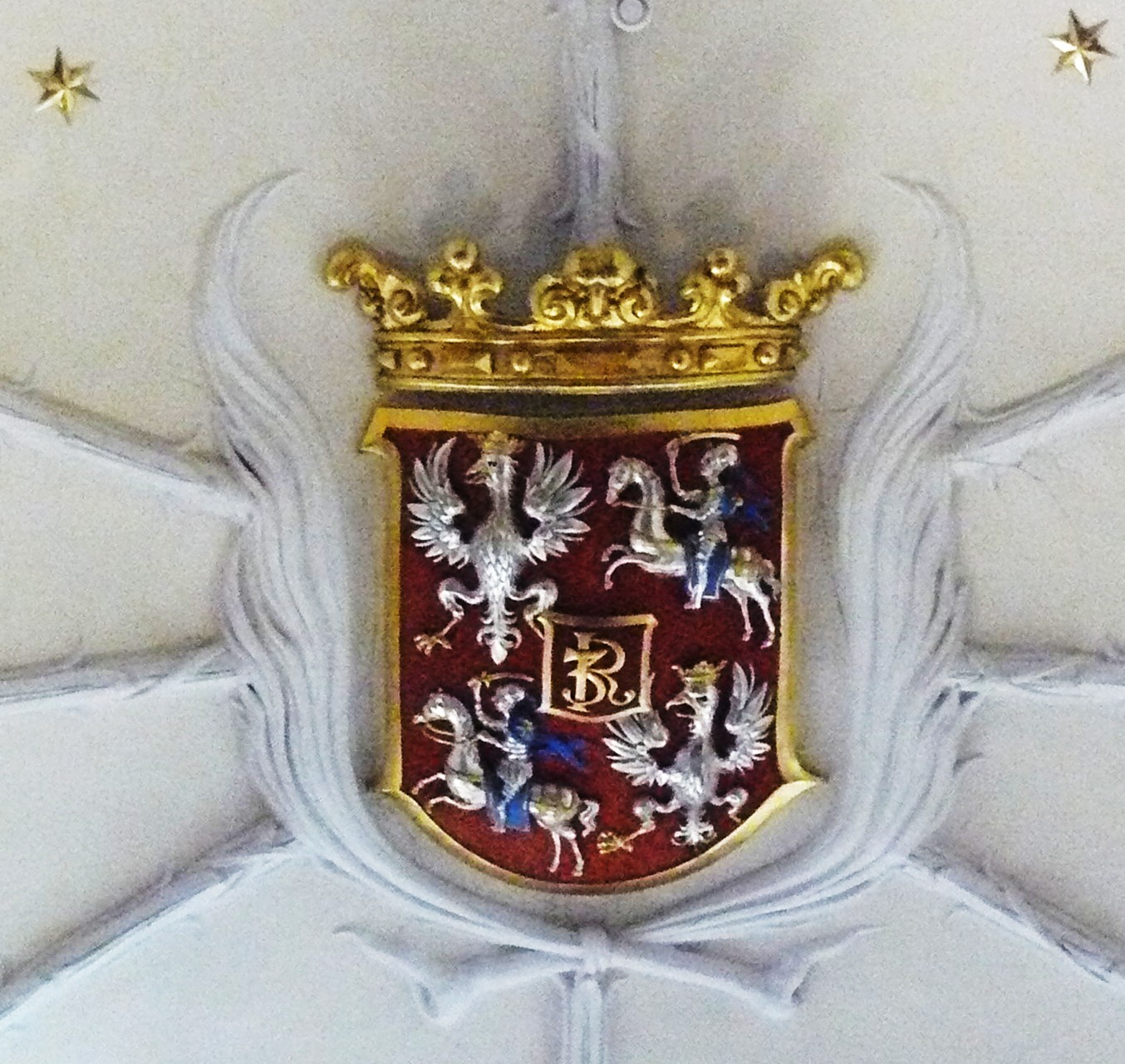
Kościół Narodzenia Najświętszej Maryi Panny w Piasecznie, pow. tczewski
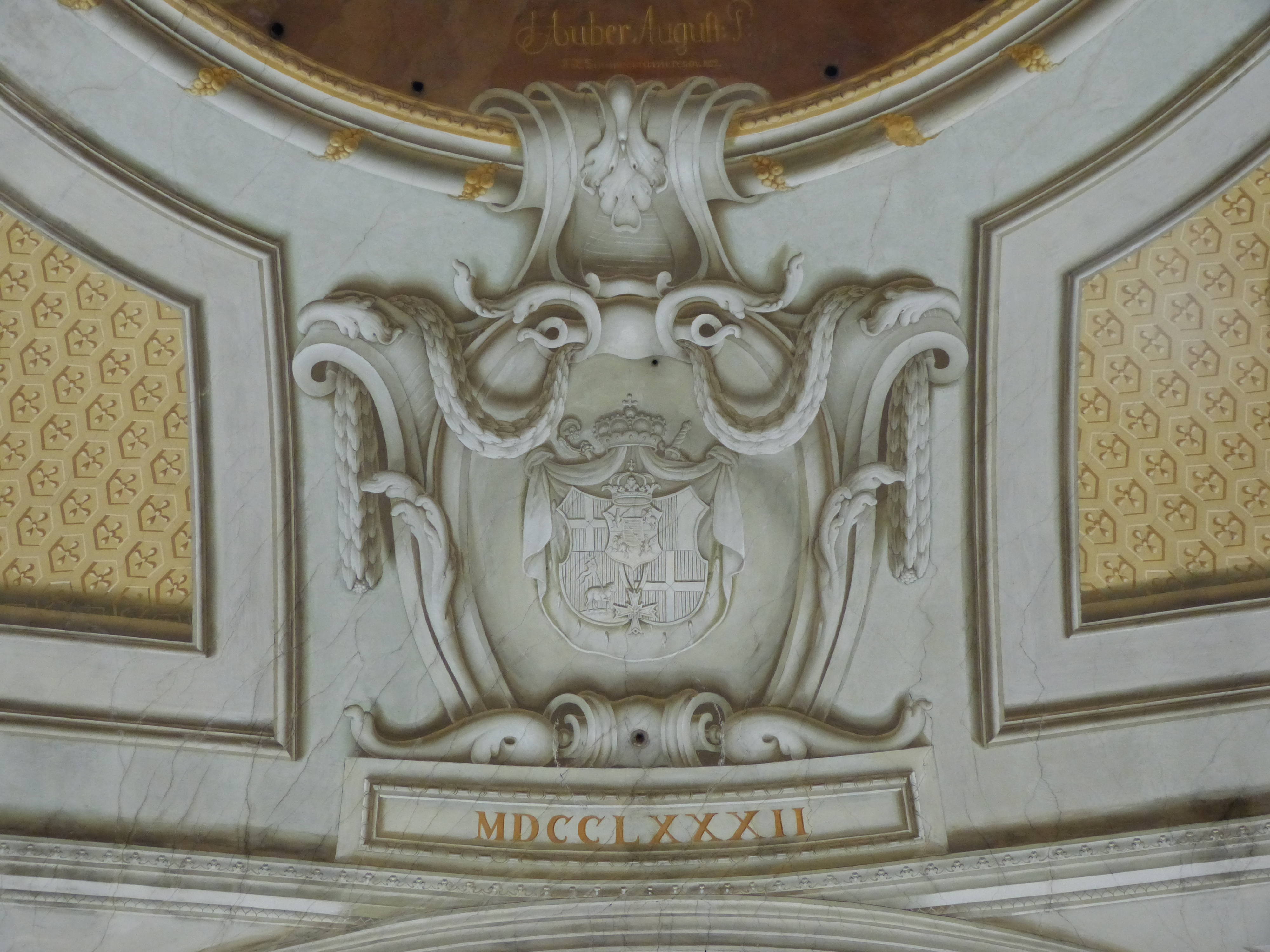
Herb Klemensa Wacława Wettyna w kościele św. Szczepana w Pfaffenhausen, Szwabia, XVIII w.
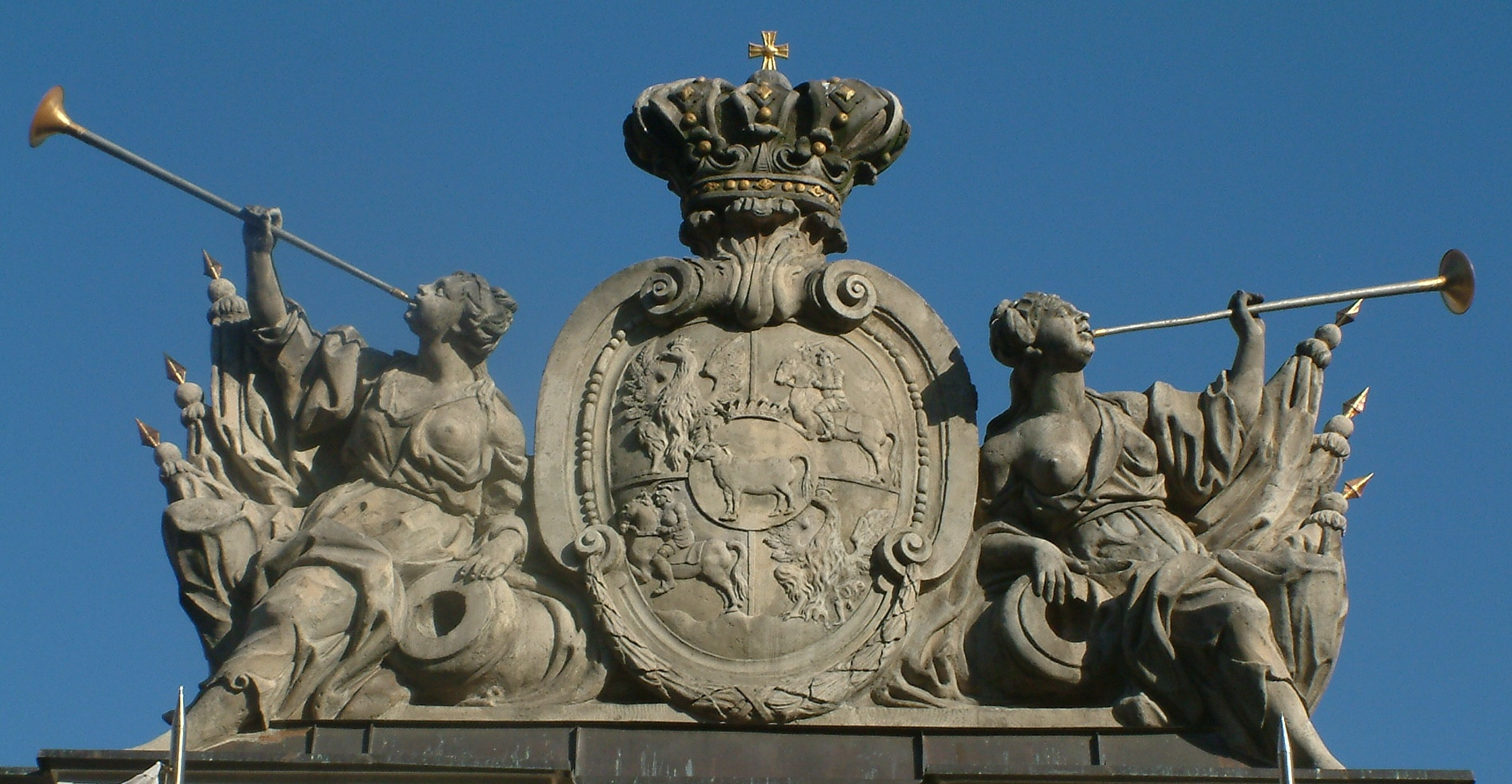
Odwach w Poznaniu, lata 80. XVIII w.
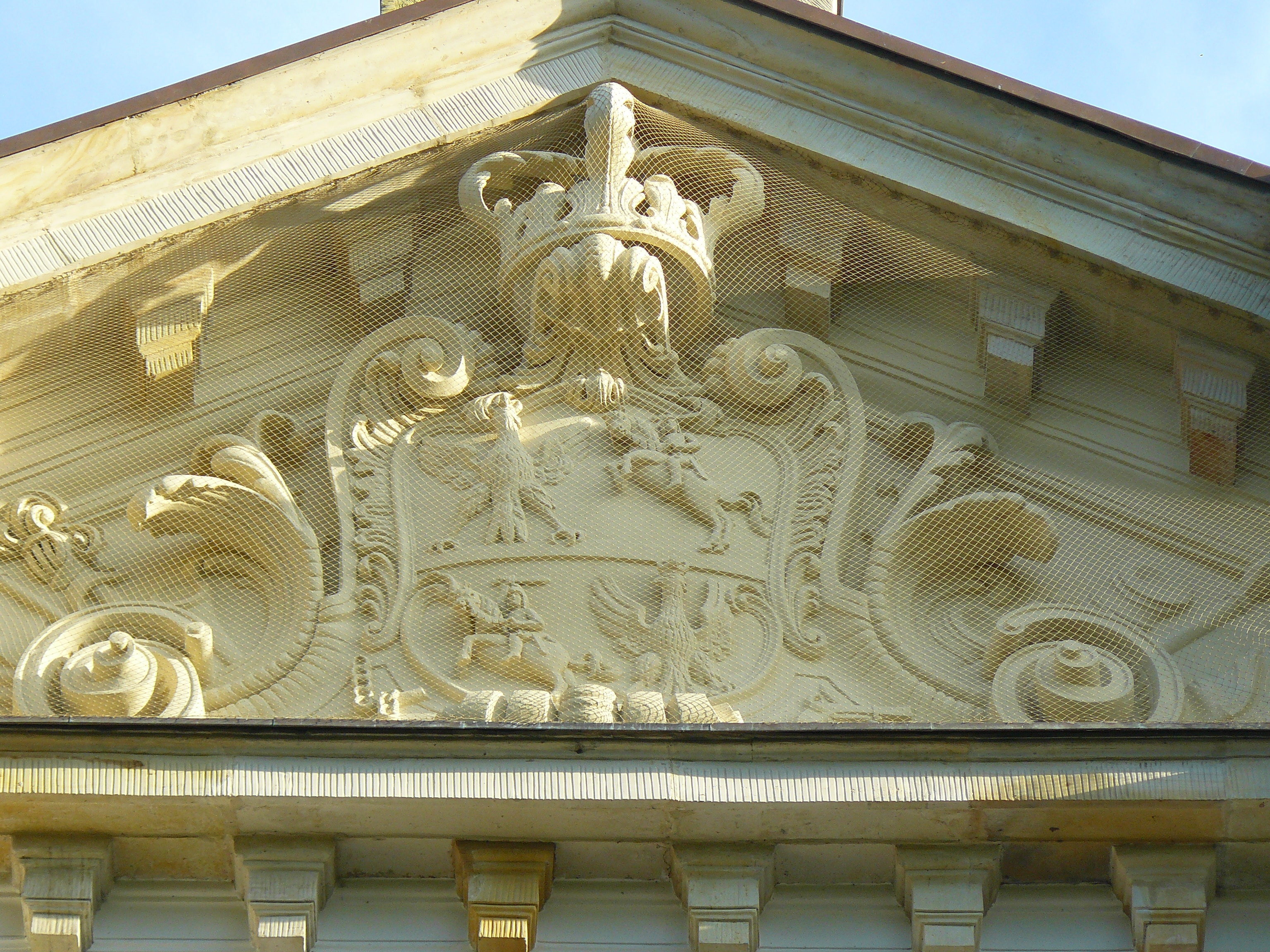
Kościół Niepokalanego Poczęcia NMP, zespół klasztorny kamedułów na Bielanach, Warszawa, XVIII w.
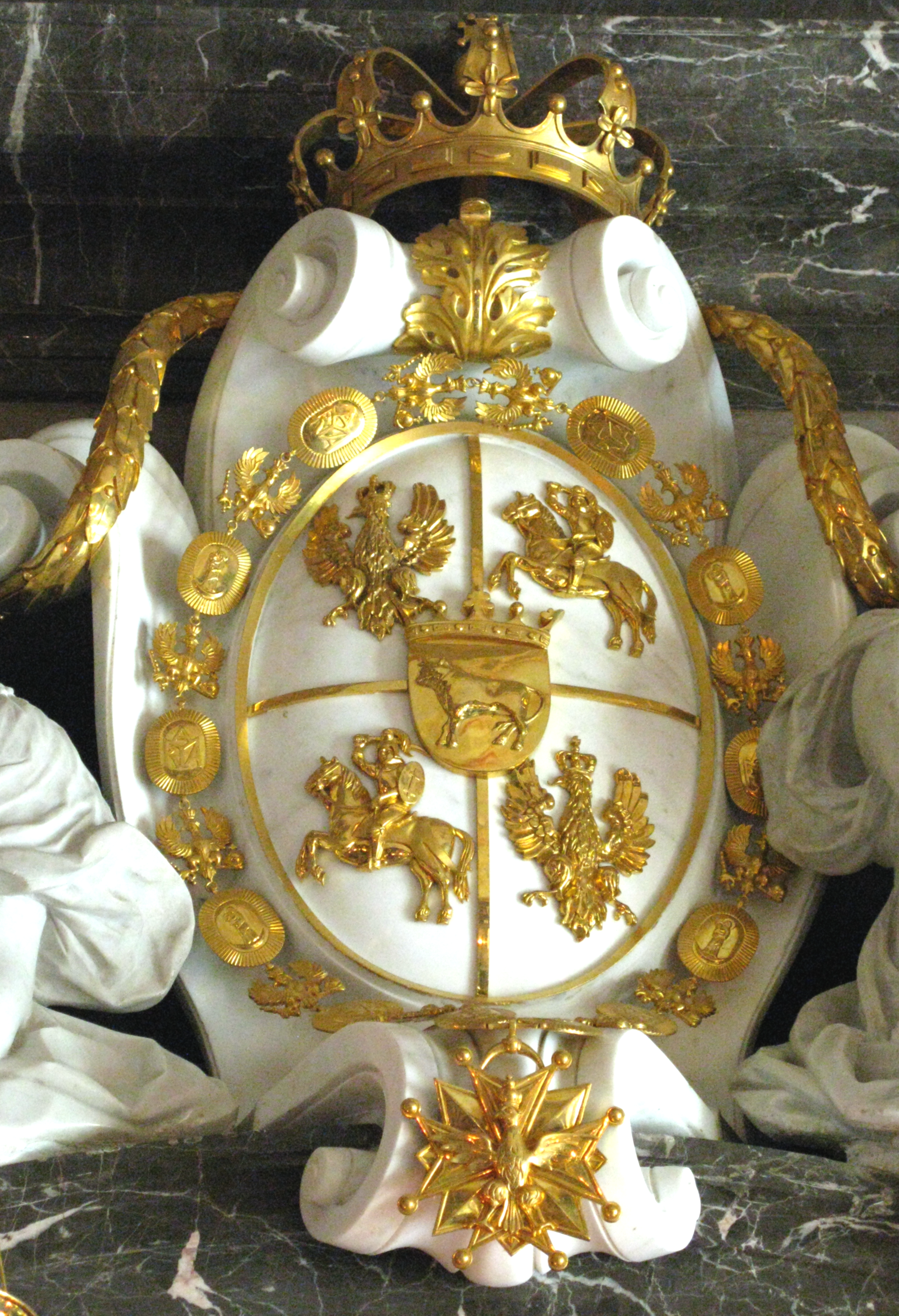
Zamek Królewski w Warszawie, XVIII w.
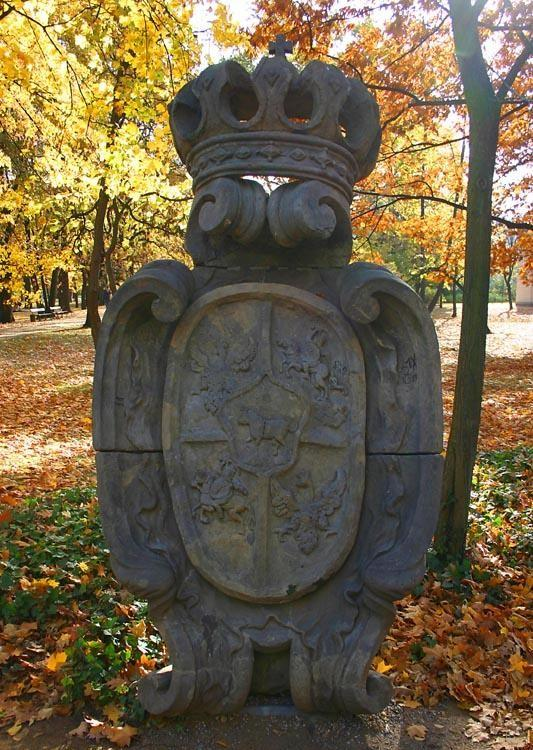
Łazienki Królewskie w Warszawie, XVIII w.
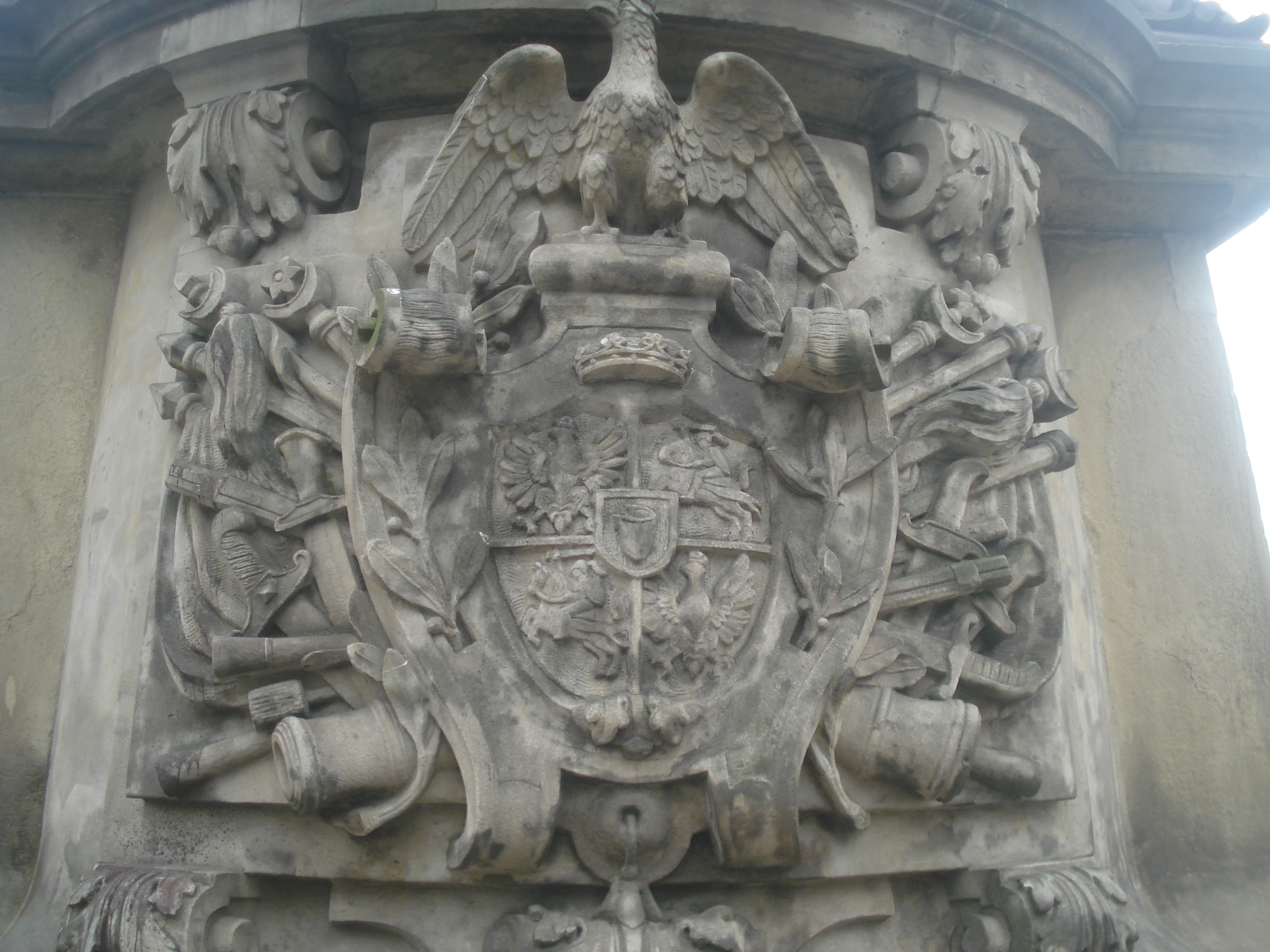
Pomnik króla Jana III Sobieskiego w Gdańsku (przeniesiony ze Lwowa), 1898 r.
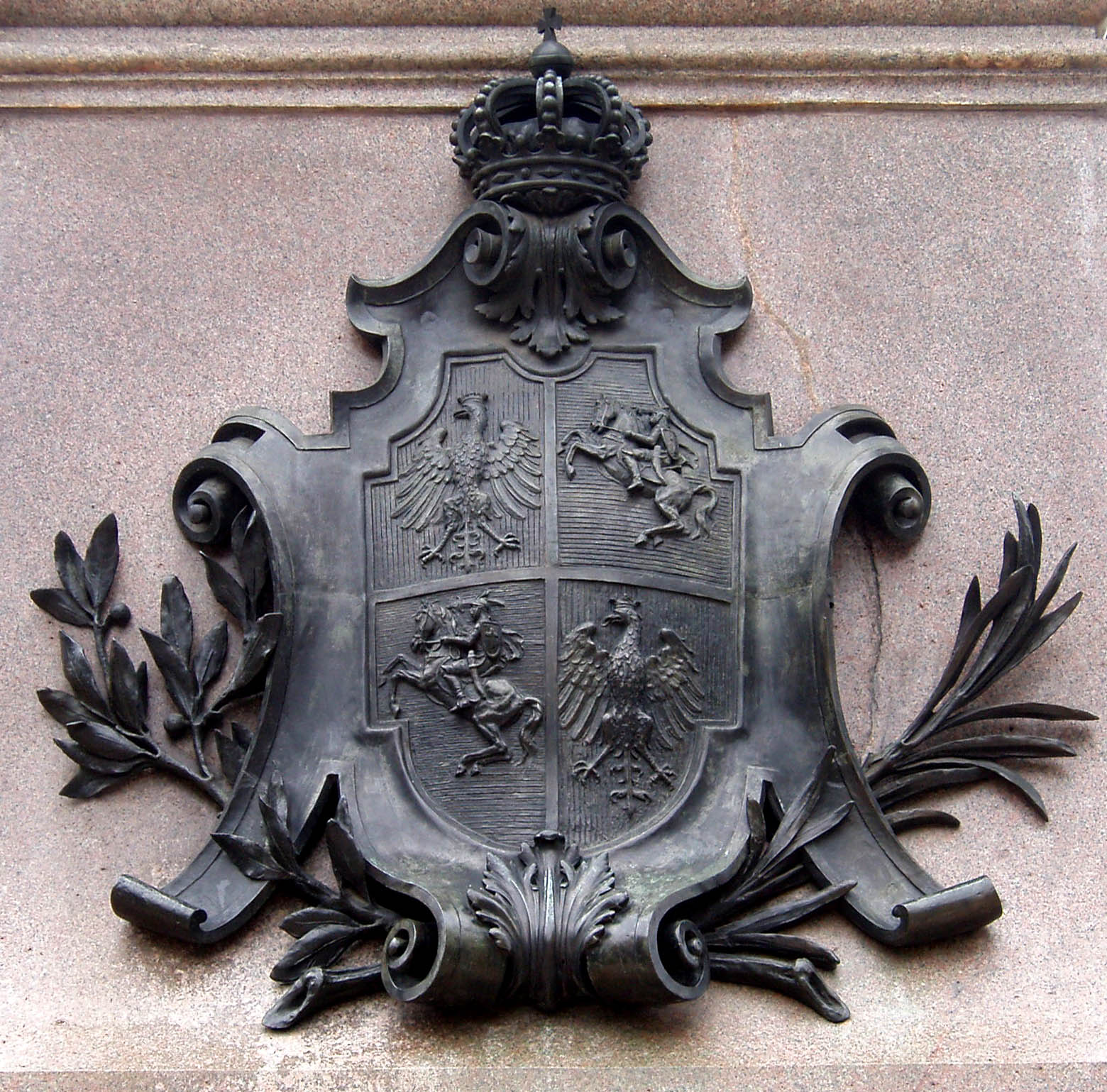
Kolumna Adama Mickiewicza we Lwowie, 1904
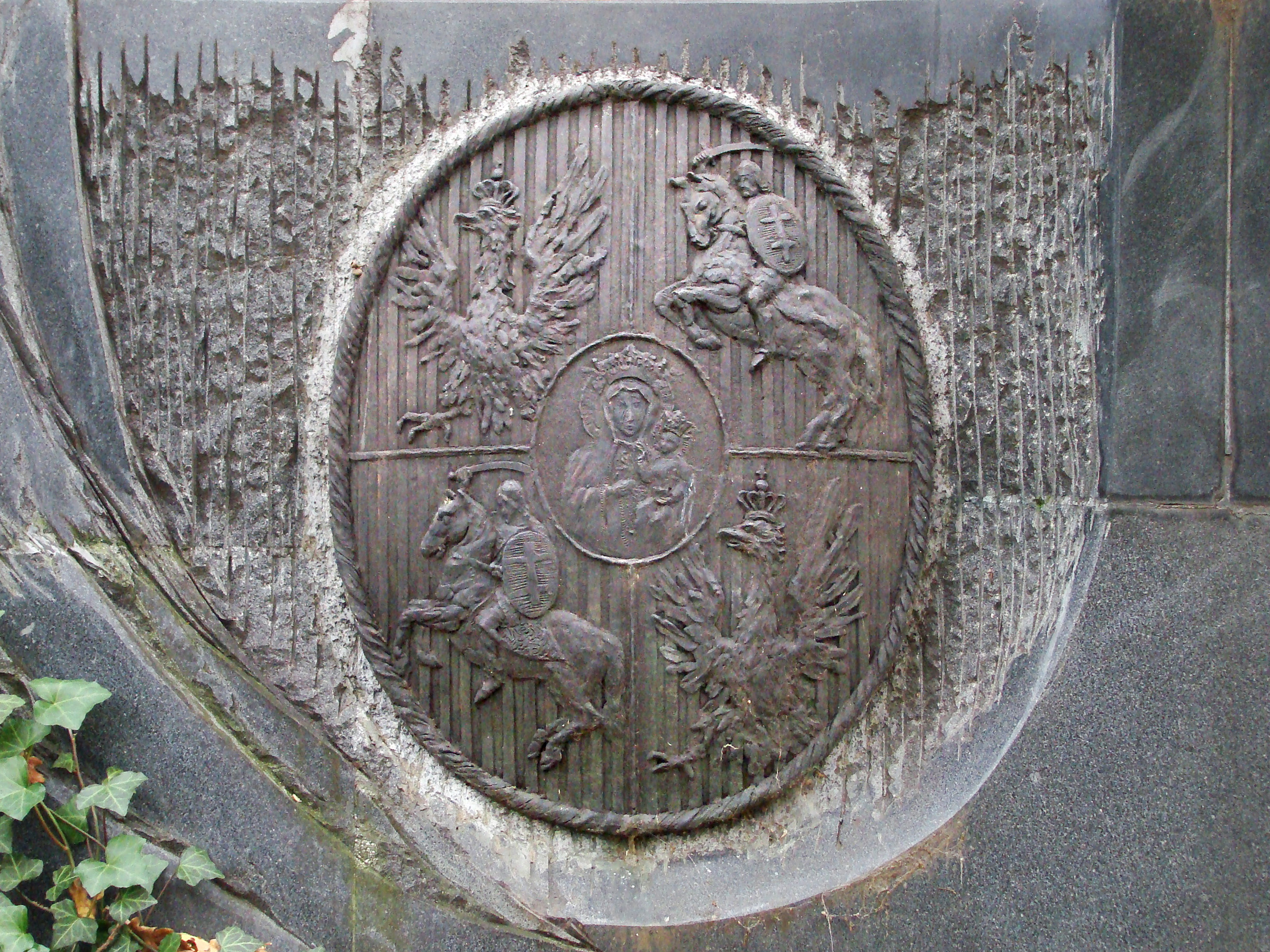
Pomnik Henryka Sienkiewicza w Warszawie, 2000 r.
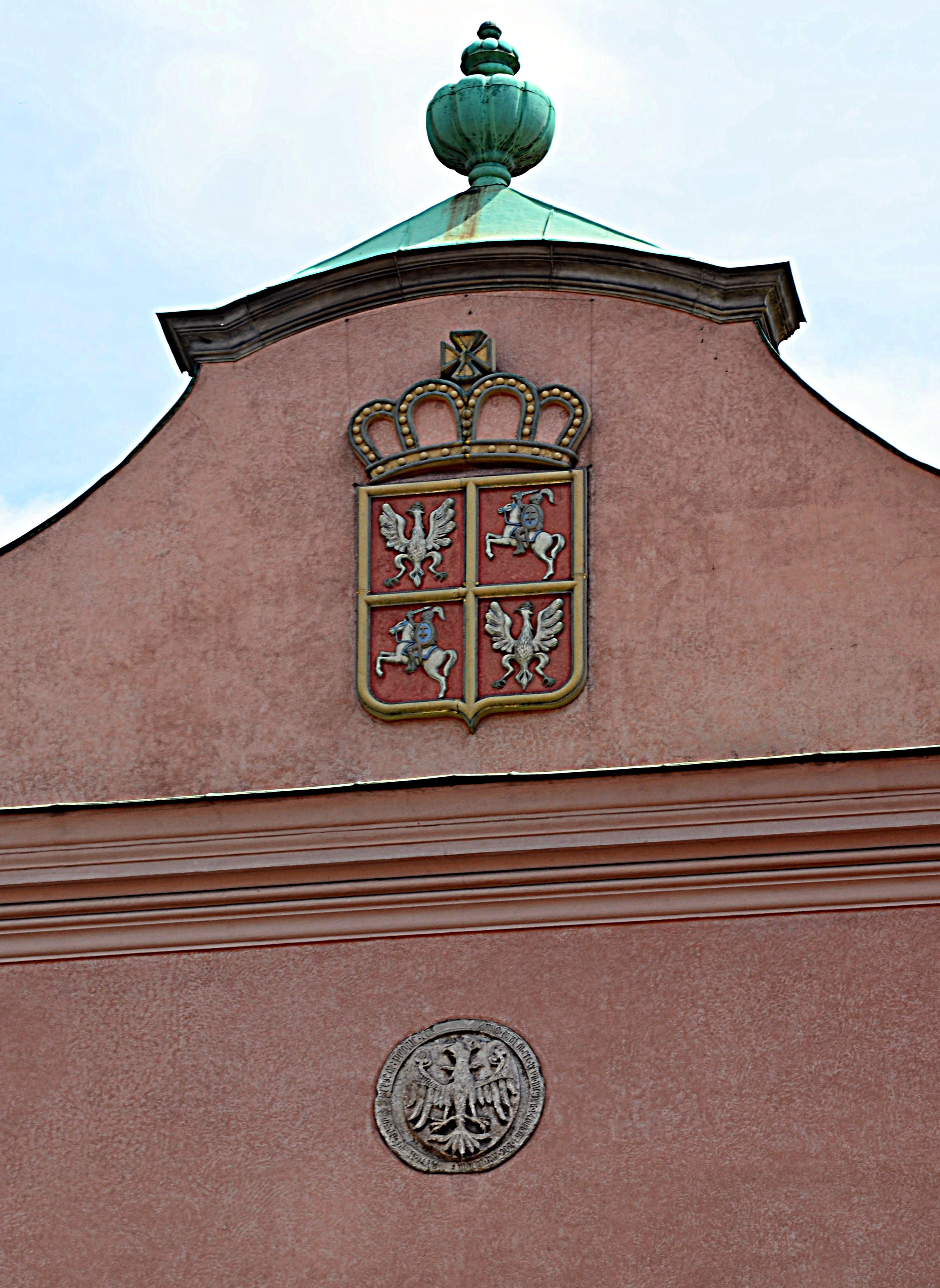
Zamek Królewski na Wawelu, Kraków